# キャプテン翼 (アニメ)
『キャプテン翼』（キャプテンつばさ）は、高橋陽一による同名漫画を原作とした日本のアニメシリーズ。

## 概要
これまでにテレビアニメが4回、劇場アニメが4回、OVAが2回発表されている。1983年から放送された第1作目のアニメでは原作『キャプテン翼』の小学生編から中学生編まで、1994年から放送された第2作目のアニメでは原作の『キャプテン翼』小学生編から『キャプテン翼 ワールドユース編』のアジアユース編まで、2001年から放送された第3作目のアニメでは原作の『キャプテン翼』、『キャプテン翼 ワールドユース編』の一部、『キャプテン翼 ROAD TO 2002』の一部に相当するエピソードが描かれた。
1985年から1986年にかけて公開された映画は全てオリジナル作品。1989年から1990年にかけて発売されたOVAでは原作の『キャプテン翼』のジュニアユース編に相当するエピソードが描かれた。
2017年12月13日、4回目の新作テレビアニメの制作が発表され、2018年4月から2019年4月までシーズン1が放送された。シーズン2は2023年10月から2024年6月まで放送された。

## テレビアニメ

### 第1作
1983年10月13日から1986年3月27日まで、テレビ東京系列ほかにて全128話が放送された。土田プロダクション制作。
原作漫画『キャプテン翼』のストーリー構成に準じ、小学生の主人公・大空翼が元プロ選手であり師匠のロベルト本郷、チームメイトの若林源三や岬太郎らと出会い、全国大会優勝を目指しライバルの日向小次郎や三杉淳らと対戦、選手として成長していく。第57話からは中学3年生となった翼らの活躍が描かれるが、中学生大会決勝の南葛対東邦戦で作品を終えており、この大会の優秀選手を中心に結成されたジュニアユース代表がフランスの国際大会に出場するストーリーは描かれていない。その一方で、中学生編の最中の第98話から第104話では登場人物らの3年前に時間を戻し、小学6年生の翼らがヨーロッパに遠征するオリジナルストーリーが描かれている。
テレビ東京では当初同枠で『らんぽう』を放送する予定で既に制作がスタートしていたほか、当時『機動戦士ガンダム』に代表されるロボットアニメが全盛期であったことから「今更スポ根もののアニメなんて流行らない」という意見が局内でも大勢で、『キャプテン翼』のアニメ化には否定的だった。しかし、当時同局の編成部長だった金子明雄の強い主張により、急遽『らんぽう』の制作を中止して『キャプテン翼』を放送することになったという。また、それまでテレビドラマ制作に携わってきたテレビ東京プロデューサーの江津兵太は「子供に人気のある作品ということで交渉の末に『キャプテン翼』が選ばれたが、ヒットする確信はなく視聴率6〜7%を取ることができれば良い」と考えていたという。
これらの前評判と対照的に最高視聴率は21.2%を記録し、テレビ東京開局以来のヒットとも称された。日本国内にサッカーブームを巻き起こし、世界50か国以上でテレビ放送されるなど世界中で親しまれている。
この土田プロ版が火付け役となって登場人物ごとに特定のファンがつくなどの「キャプ翼ブーム」が起こり、ファン同人誌が多く作られてコミックマーケットの肥大化をもたらした。「東映まんがまつり」で劇場版が立て続けに公開されたのもこの時期で、視聴者層であった当時の男子小学生に加え、学生を中心とする若い女性も取り込んだ。当初、ナレーションは武田広が担当していたが、第5話「ライバルはどこだ」までで降板し、村山明に交代している。
2010年に南アフリカ共和国で開催された2010 FIFAワールドカップに向け、同年4月に『「キャプテン翼」DVD-BOX』が発売された際に、過去に視聴経験のある男女400人を対象にアンケート調査が実施された。「最も好きな登場人物」の質問では、主人公の大空翼（34.5%）が1位に選ばれたが、「登場人物の中で1人だけサッカー日本代表に選ぶとしたら誰か」の質問では、慢性的に日本代表が抱える「決定力不足」の問題を反映して日向小次郎が過半数以上の得票（53.8%）を集めて1位に選ばれた。
前述のアンケート調査の中で、「アニメ『キャプテン翼』の最も気になる点」という質問では以下のような回答が寄せられた。なおこのうちのいくつか（シュート時に変形するボール、地平線が浮かぶピッチなど）は、アニメ化を強く推進した編成部長の金子の指示による意図的な演出である。そのうち4.については第4作では話数削減によって改善されている。
その他、一つの見せ場においてフィルムを何度もリピートさせる演出（これは最初のオープニング映像にも見られる）、シュートのスローモーションや、高速シャッターカメラで撮影する一枚一枚がスローになるといった、特徴的な演出もある。

#### キャスト
（出典 - ）
- 大空翼 - 小粥よう子
- 岬太郎 - 山田栄子
- 若林源三 - 橋本晃一
- 日向小次郎 - 鈴置洋孝
- 若島津健 - 飛田展男
- 松山光 - 鈴木みえ
- 三杉淳 - 溝口綾、木藤玲子
- 石崎了 - 丸山裕子
- ロベルト本郷 - 田中秀幸
- 大空広大 - 若本紀昭
- 大空奈津子 - 猪瀬明子
- 中沢早苗 - 坂本千夏

#### スタッフ
（出典 - ）
- 原作 - 高橋陽一
- チーフディレクター - 光延博愛
- キャラクター設定 - 岡迫亘弘
- 美術監督 - 中野一朗
- 撮影監督 - 森下成一
- 音楽 - 飛沢宏元
- 音響監督 - 山崎宏
- 編集 - 岡安肇、小野寺桂子、小島俊彦、渡辺雅日人、村井秀明、石井真美、田中政行、中葉由美子
- プロデューサー - 江津兵太、茂垣弘道、小平正夫
- 制作 - テレビ東京、土田プロダクション

#### 主題歌
レコードは全てCBS・ソニーより発売。
オープニングテーマ
「燃えてヒーロー」（第1話 - 第87話）
沖田浩之・小粥よう子による前期オープニングテーマ。作詞は吉岡治、作曲は内木弘、編曲は飛沢宏元。
歌詞に出てくる「チャンバ」という言葉の意味は、諸説あるものの長らく不明とされており、有名なものに「おばあちゃんの業界用語」説、「ポルトガル語の新聞記者」説などがあったが、『Sportiva』2009年6月号に掲載された吉岡への電話インタビューにおいて、「バーチャン」を業界用語風に言い換えたものであることが明らかになった。また、「蝶々サンバ」とはプロボクサーのモハメド・アリが自らのプレースタイルを例えた「蝶のように舞い、蜂のように刺す」の名言から採用したもので、他には自身にはサッカーの経験がないためラグビーのイメージを膨らませて作詞したとも語っている。
香港のTVドラマ『カンフーサッカー』の主題歌として歌詞を中国語にして使われている。
2012年にトヨタ自動車の『エコカーはともだち! エコカー減税! エコカー補助金!』キャンペーンのCMで、替え歌（『ホジョキン川澄』）が使用された。出演者は、なでしこジャパンの川澄奈穂美（ホジョキン川澄役）とオードリーの若林正恭（若林ゲンゼイ役）。
「燃えてヒーロー'85」（第88話 - 第128話）
竹本孝之による後期オープニングテーマ。編曲は鷺巣詩郎。

エンディングテーマ
「冬のライオン」（第1話 - 第49話）
沖田浩之による初代エンディングテーマ。作詞は吉岡治、作曲は馬場孝幸、編曲は飛沢宏元。
「翼よ走れ！ -キャプテン翼応援歌-」（第50話 - 第110話）
キャプテン翼応援団（あねご他）による2代目エンディングテーマ。作詞・作曲は内木弘、編曲は高見弘。
「明日に向かってシュート」（第111話 - 第128話）
小粥よう子による3代目エンディングテーマ。作詞は吉岡治、作曲は内木弘、編曲は飛沢宏元。

#### 各話リスト
| 話数     | 初放送日        | サブタイトル                           | 脚本                       | 絵コンテ     | 演出       | 作画監督          |
| 小学生編 | 小学生編        | 小学生編                               | 小学生編                   | 小学生編     | 小学生編   | 小学生編          |
| -------- | --------------- | -------------------------------------- | -------------------------- | ------------ | ---------- | ----------------- |
| 第1話    | 1983年 10月13日 | 大空へはばたけ                         | 三宅直子                   | 光延博愛     | 加藤雄治   | 岡迫亘弘          |
| 第2話    | 10月20日        | 燃えろサッカー小僧                     | 三宅直子                   | 加藤雄治     | 加藤雄治   | 岡迫亘弘          |
| 第3話    | 10月27日        | 明日に向って、キック・オフ             | 三宅直子                   | 箕ノ口克己   | 箕ノ口克己 | 小島秀人          |
| 第4話    | 11月03日        | ボールは友だち                         | 菅良幸                     | ケン・ひばり | 加藤雄治   | ケン・ひばり      |
| 第5話    | 11月10日        | ライバルはどこだ                       | 菅良幸                     | 大野久       | 箕ノ口克己 | 岡迫亘弘          |
| 第6話    | 11月17日        | ゴールをかためろ                       | 平野靖士                   | 加藤雄治     | 加藤雄治   | 岡迫亘弘          |
| 第7話    | 11月24日        | 運命のロングシュート                   | 海老沼三郎                 | 箕ノ口克己   | 箕ノ口克己 | 小島秀人          |
| 第8話    | 12月01日        | さわやかコンビ誕生                     | 菅良幸                     | 大野久       | 加藤雄治   | 佐藤勝            |
| 第9話    | 12月08日        | ラストチャンスにかけろ                 | 海老沼三郎                 | 大野久       | 箕ノ口克己 | 岡迫亘弘          |
| 第10話   | 12月15日        | 夢はブラジルへ                         | 三宅直子                   | 吉田浩       | 加藤雄治   | 小島秀人          |
| 第11話   | 12月22日        | はぐれ狼小次郎あらわる                 | 菅良幸                     | 矢沢則夫     | 箕ノ口克己 | 小泉謙三          |
| 第12話   | 12月29日        | めざせ！日本一                         | 海老沼三郎                 | 大野久       | 加藤雄治   | 谷口守泰          |
| 第13話   | 1984年 01月05日 | 泥まみれの熱戦                         | 菅良幸                     | 岡本達也     | 箕ノ口克己 | 佐藤勝            |
| 第14話   | 01月12日        | フィールドの貴公子                     | 海老沼三郎                 | 矢沢則夫     | 加藤雄治   | 岡迫亘弘          |
| 第15話   | 01月19日        | 傷だらけのキーパー                     | 平野靖士                   | 光延博愛     | 岡本達也   | 小島秀人          |
| 第16話   | 01月26日        | 夢はひとつ燃えろイレブン               | 菅良幸                     | 大野久       | 箕ノ口克己 | 谷口守泰          |
| 第17話   | 02月02日        | 開幕！全国大会                         | 平野靖士                   | 矢沢則夫     | 加藤雄治   | 岡迫亘弘          |
| 第18話   | 02月09日        | 宿命の対決！ 翼VS小次郎                | 平野靖士                   | 矢沢則夫     | 岡本達也   | 小泉謙三          |
| 第19話   | 02月16日        | 恐怖の弾丸シュート                     | 海老沼三郎                 | 矢沢則夫     | 箕ノ口克己 | 小島秀人          |
| 第20話   | 02月23日        | サッカーは俺の夢だ！                   | 菅良幸                     | 光延博愛     | 岡本達也   | 谷口守泰          |
| 第21話   | 03月01日        | 泣くな！翼                             | 三宅直子                   | 大野久       | 箕ノ口克己 | 岡迫亘弘          |
| 第22話   | 03月08日        | 双子のストライカー                     | 海老沼三郎                 | 矢沢則夫     | 岡本達也   | 小島秀人          |
| 第23話   | 03月15日        | 石崎の大チョンボ                       | 平野靖士                   | 矢沢則夫     | 箕ノ口克己 | 小泉謙三          |
| 第24話   | 03月22日        | 空中大決戦                             | 菅良幸                     | 大野久       | 岡本達也   | 岡迫亘弘          |
| 第25話   | 03月29日        | 俺が大会一のキーパーだ！               | 海老沼三郎                 | 大野久       | 箕ノ口克己 | 小島秀人          |
| 第26話   | 04月05日        | ガラスのエース                         | 菅良幸                     | 高垣幸蔵     | 岡本達也   | 谷口守泰          |
| 第27話   | 04月12日        | ベスト4!激突                           | 海老沼三郎                 | 大野久       | 箕ノ口克己 | 岡迫亘弘          |
| 第28話   | 04月19日        | 北国の熱きイレブン                     | 海老沼三郎                 | 大野久       | 岡本達也   | 小泉謙三          |
| 第29話   | 04月26日        | 血みどろの対決                         | 菅良幸                     | 箕ノ口克己   | 箕ノ口克己 | 小島秀人          |
| 第30話   | 05月03日        | 傷だらけの貴公子                       | 平野靖士                   | 大野久       | 岡本達也   | 岡迫亘弘          |
| 第31話   | 05月10日        | 華麗なる対決                           | 海老沼三郎                 | 大野久       | 箕ノ口克己 | 谷口守泰          |
| 第32話   | 05月17日        | 翼をワナにかけろ                       | 海老沼三郎                 | 藤見大吾     | 岡本達也   | 小島秀人          |
| 第33話   | 05月24日        | とべない翼                             | 海老沼三郎                 | 大野久       | 箕ノ口克己 | 小泉謙三          |
| 第34話   | 05月31日        | よみがえれ翼                           | 平野靖士                   | 藤見大吾     | 岡本達也   | 岡迫亘弘          |
| 第35話   | 06月07日        | 淳死なないで                           | 菅良幸                     | 光延博愛     | 阿宮正和   | 小島秀人          |
| 第36話   | 06月14日        | ボクの心臓まだ動いている               | 海老沼三郎                 | 岡本達也     | 岡本達也   | 谷口守泰          |
| 第37話   | 06月21日        | 奇跡の超ロングシュート                 | 菅良幸                     | 箕ノ口克己   | 箕ノ口克己 | 岡迫亘弘          |
| 第38話   | 06月28日        | 眠れる猛虎・小次郎                     | 平野靖士                   | 大野久       | 阿宮正和   | 小泉謙三          |
| 第39話   | 07月05日        | 復活！天才キーパー若林                 | 海老沼三郎                 | 日下部光雄   | 岡本達也   | 岡迫亘弘          |
| 第40話   | 07月12日        | 出た!先制のツインシュート              | 菅良幸                     | 近藤英輔     | 阿宮正和   | 谷口守泰          |
| 第41話   | 07月19日        | 激突！若林対小次郎                     | 海老沼三郎                 | 箕ノ口克己   | 箕ノ口克己 | 鈴木大司          |
| 第42話   | 07月26日        | 猛虎よ牙をむけ！                       | 菅良幸                     | 矢沢則夫     | 岡本達也   | 小島秀人          |
| 第43話   | 08月02日        | 危うし！ゴールデンコンビ               | 平野靖士                   | 大野久       | 阿宮正和   | 岡迫亘弘          |
| 第44話   | 08月09日        | 炎のダイビングヘッド                   | 菅良幸                     | 日下部光雄   | 岡本達也   | 小泉謙三          |
| 第45話   | 08月16日        | ピンチ！エースなき戦い                 | 菅良幸                     | 箕ノ口克己   | 箕ノ口克己 | 谷口守泰          |
| 第46話   | 08月23日        | やった！石崎得意の顔面ブロック         | 海老沼三郎                 | 矢沢則夫     | 阿宮正和   | 小島秀人          |
| 第47話   | 08月30日        | 小次郎のVサイン                        | 菅良幸                     | 大野久       | 岡本達也   | 小島秀人          |
| 第48話   | 09月06日        | 奇跡を呼ぶトリプルシュート             | 海老沼三郎                 | 近藤英輔     | 阿宮正和   | 小泉謙三          |
| 第49話   | 09月13日        | 灼熱の延長戦                           | 平野靖士                   | 箕ノ口克己   | 箕ノ口克己 | 岡迫亘弘          |
| 第50話   | 09月20日        | ああ幻のゴール!?                       | 菅良幸                     | 矢沢則夫     | 岡本達也   | 谷口守泰          |
| 第51話   | 09月27日        | オレたちは負けない！                   | 海老沼三郎                 | 近藤英輔     | 阿宮正和   | 中泉弘            |
| 第52話   | 10月04日        | 死闘！再延長戦                         | 菅良幸                     | 大野久       | 岡本達也   | 小島秀人          |
| 第53話   | 10月11日        | 復活！ゴールデンコンビ                 | 海老沼三郎                 | 箕ノ口克己   | 箕ノ口克己 | 岡迫亘弘          |
| 第54話   | 10月18日        | 最後の決戦！翼対小次郎                 | 平野靖士                   | 矢沢則夫     | 阿宮正和   | 谷口守泰          |
| 第55話   | 10月25日        | 栄光そしてサヨナラ                     | 菅良幸                     | 大野久       | 岡本達也   | 岡迫亘弘          |
| 第56話   | 11月01日        | それぞれの旅立ち                       | 海老沼三郎                 | 近藤英輔     | 阿宮正和   | 小島秀人          |
| 中学生編 |                 |                                        |                            |              |            |                   |
| 第57話   | 11月08日        | オレたち中学三年生                     | 平野靖士                   | 箕ノ口克己   | 箕ノ口克己 | 岡迫亘弘          |
| 第58話   | 11月15日        | V3への熱きスタート                     | 園田英樹                   | 矢沢則夫     | 岡本達也   | 谷口守泰          |
| 第59話   | 11月22日        | 新たなるライバル                       | 菅良幸                     | 大野久       | 阿宮正和   | 福田新            |
| 第60話   | 11月29日        | 翼よ！フィールドの鷹になれ             | 海老沼三郎                 | 岡本達也     | 岡本達也   | 小島秀人          |
| 第61話   | 12月06日        | ノートラップ隼シュート                 | 園田英樹                   | 箕ノ口克己   | 箕ノ口克己 | 岡迫亘弘          |
| 第62話   | 12月13日        | 挑戦者たちのララバイ                   | 菅良幸                     | 矢沢則夫     | 阿宮正和   | 福田新            |
| 第63話   | 12月27日        | 打倒・翼！オレがヒーローだ             | 海老沼三郎                 | 大野久       | 岡本達也   | 岡迫亘弘          |
| 第64話   | 12月27日        | 甦ったエース・三杉淳                   | 菅良幸                     | 箕ノ口克己   | 箕ノ口克己 | 木村真弓          |
| 第65話   | 1985年 01月03日 | 夢の対決！三杉対小次郎                 | 菅良幸                     | 矢沢則夫     | 阿宮正和   | 谷口守泰          |
| 第66話   | 01月10日        | ヨーロッパ発翼くんへ                   | 園田英樹                   | 大野久       | 岡本達也   | 小島秀人          |
| 第67話   | 01月17日        | フィールドに散った貴公子               | 八木良一                   | 矢沢則夫     | 阿宮正和   | 福田新            |
| 第68話   | 01月24日        | 若林からの手紙                         | 菅良幸                     | 大野久       | 岡本達也   | 岡迫亘弘          |
| 第69話   | 01月31日        | 牙をとぐ猛虎・小次郎                   | 園田英樹                   | 岡本達也     | 岡本達也   | 福田新            |
| 第70話   | 02月07日        | めざせV3!波乱の開幕                    | 八木良一                   | 矢沢則夫     | 阿宮正和   | 小島秀人          |
| 第71話   | 02月14日        | 決めろ！ドライブシュート               | 海老沼三郎                 | 大野久       | 岡本達也   | 松本勝次          |
| 第72話   | 02月21日        | 防げ！必殺のカミソリシュート           | 園田英樹                   | 矢沢則夫     | 中村憲由   | 岡迫亘弘          |
| 第73話   | 02月28日        | ライバルたちの熱き足音                 | 八木良一                   | 箕ノ口克己   | 箕ノ口克己 | 福田新            |
| 第74話   | 03月07日        | 出た！スカイラブ・ハリケーン           | 菅良幸                     | 大野久       | 岡本達也   | 岡迫亘弘          |
| 第75話   | 03月14日        | 翼よ誰よりも高く飛べ                   | 園田英樹                   | 矢沢則夫     | 中村憲由   | 小島秀人          |
| 第76話   | 03月21日        | 立花兄弟・必殺のコンビプレー           | 菅良幸                     | 大野久       | 岡本達也   | 福田新            |
| 第77話   | 03月28日        | 決めろ！スライディングシュート         | 八木良一                   | 箕ノ口克己   | 箕ノ口克己 | 岡迫亘弘          |
| 第78話   | 04月04日        | 激突！ベスト8                          | 菅良幸                     | 近藤英輔     | 近藤英輔   | 福田新            |
| 第79話   | 04月11日        | 北の荒鷲・松山光                       | 園田英樹                   | 大野久       | 岡本達也   | 岡迫亘弘          |
| 第80話   | 04月18日        | ベールをぬいだ怪童次藤洋               | 海老沼三郎                 | 近藤英輔     | 近藤英輔   | 松本勝次          |
| 第81話   | 04月25日        | 羽をもがれたフィールドの鷹             | 菅良幸                     | 箕ノ口克己   | 箕ノ口克己 | 小島秀人          |
| 第82話   | 05月02日        | 気迫の連続ドライブシュート             | 八木良一                   | 矢沢則夫     | 光延博愛   | 福田新            |
| 第83話   | 05月09日        | 激突！ゴール前の死闘                   | 園田英樹                   | 大野久       | 近藤英輔   | 福田新            |
| 第84話   | 05月16日        | 不滅のチームワーク                     | 菅良幸                     | 箕ノ口克己   | 箕ノ口克己 | 谷口守泰          |
| 第85話   | 05月23日        | 燃えあがれ！ベスト4                    | 海老沼三郎                 | 矢沢則夫     | 中村憲由   | 岡迫亘弘          |
| 第86話   | 05月30日        | 若島津・無念の初失点                   | 園田英樹                   | 大野久       | 近藤英輔   | 福田新            |
| 第87話   | 06月06日        | オリの中の猛虎・小次郎                 | 菅良幸                     | 矢沢則夫     | 箕ノ口克己 | 谷口守泰          |
| 第88話   | 06月13日        | 怒りのタイガー軍団!!                   | 園田英樹                   | 大野久       | 近藤英輔   | 高木敏夫          |
| 第89話   | 06月20日        | 岬太郎のヨーロッパ便り                 | 菅良幸                     | 矢沢則夫     | 谷口守泰   | 谷口守泰          |
| 第90話   | 06月27日        | 夢のヨーロッパ遠征・選ばれるのは誰か!? | 海老沼三郎                 | 近藤英輔     | 近藤英輔   | 高木敏夫          |
| 第91話   | 07月04日        | フィールドに翔べ！鷲と鷹               | 園田英樹                   | 大野久       | 西川龍二   | 松本勝次 木下敏治 |
| 第92話   | 07月11日        | 北の荒鷲・無敵のロングシュート         | 菅良幸                     | 箕ノ口克己   | 箕ノ口克己 | 高木敏夫          |
| 第93話   | 07月18日        | 勝利への逆襲                           | 園田英樹                   | 矢沢則夫     | 近藤英輔   | 松本勝次          |
| 第94話   | 07月25日        | 猛攻！四連続シュート                   | 菅良幸                     | 大野久       | 首藤行朝   | 岡迫亘弘          |
| 第95話   | 08月01日        | 傷だらけの翼よみがえれ不死鳥           | 海老沼三郎                 | 矢沢則夫     | 近藤英輔   | 松本勝次          |
| 第96話   | 08月08日        | さらば北の戦士                         | 園田英樹                   | 箕ノ口克己   | 箕ノ口克己 | 小島秀人          |
| 第97話   | 08月15日        | 猛虎の挑戦状                           | 園田英樹                   | 大野久       | 近藤英輔   | 岡迫亘弘          |
| 第98話   | 08月22日        | ヨーロッパの熱き誓いを思い出せ         | 菅良幸                     | 矢沢則夫     | 近藤英輔   | 岡迫亘弘          |
| 第99話   | 08月29日        | 翼対イングランド重戦車軍団             | 菅良幸                     | 大野久       | 岡本達也   | 高木敏夫          |
| 第100話  | 09月05日        | あらたなる試練                         | 菅良幸                     | 矢沢則夫     | 栗山美秀   | 松本勝次          |
| 第101話  | 09月12日        | 燃えるフィールド翼対ピエール!!         | 菅良幸                     | 箕ノ口克己   | 箕ノ口克己 | 小島秀人          |
| 第102話  | 09月19日        | 倒せ！ヨーロッパ・ナンバーワン         | 園田英樹                   | 大野久       | 近藤英輔   | 岡迫亘弘          |
| 第103話  | 09月26日        | 無敵の皇帝・シュナイダー               | 園田英樹                   | 岡本達也     | 岡本達也   | 興村忠美          |
| 第104話  | 10月03日        | 栄光へのラストキック                   | 園田英樹                   | 矢沢則夫     | 近藤英輔   | 高木敏夫          |
| 第105話  | 10月10日        | 宿命の対決、ふたたび                   | 海老沼三郎                 | 箕ノ口克己   | 箕ノ口克己 | 高木敏夫          |
| 第106話  | 10月17日        | 世紀のラスト・ファイト                 | 海老沼三郎                 | 大野久       | 近藤英輔   | 松本勝次          |
| 第107話  | 10月24日        | 先制のスーパーショット！               | 園田英樹                   | 岡本達也     | 岡本達也   | 保田康治          |
| 第108話  | 10月31日        | 逆襲のドライブシュート                 | 海老沼三郎                 | 大野久       | 近藤英輔   | 福島正和          |
| 第109話  | 11月07日        | 火をふくタイガーショト                 | 園田英樹                   | 大野久       | 首藤行朝   | 高木敏夫          |
| 第110話  | 11月14日        | 王者・南葛最大の危機                   | 海老沼三郎                 | 森脇真琴     | 栗山美秀   | 松本勝次          |
| 第111話  | 11月21日        | 奇跡のドライブシュート                 | 園田英樹                   | 大野久       | 近藤英輔   | 高木敏夫          |
| 第112話  | 11月28日        | 日向小次郎の反撃！                     | 海老沼三郎                 | 岡本達也     | 岡本達也   | 保田康治          |
| 第113話  | 12月05日        | 舞い上がれ！不死鳥                     | 園田英樹                   | 大野久       | 近藤英輔   | 高木敏夫          |
| 第114話  | 12月12日        | 燃えろ！炎のチームワーク               | 菅良幸                     | 森脇真琴     | 秦泉寺博   | 松本勝次          |
| 第115話  | 12月19日        | 夢のダイビング・オーバーヘッド         | 海老沼三郎                 | 箕ノ口克己   | 箕ノ口克己 | 高木敏夫          |
| 第116話  | 12月26日        | ラストゴールは俺が取る！               | 海老沼三郎                 | 岡本達也     | 岡本達也   | 興村忠美          |
| 第117話  | 1986年 01月09日 | 守り抜け！俺たちのゴール               | 園田英樹                   | 矢沢則夫     | 近藤英輔   | 野館誠一          |
| 第118話  | 01月16日        | 走れ翼！勝利のゴールへ                 | 菅良幸                     | 大野久       | 栗山美秀   | 松本勝次          |
| 第119話  | 01月23日        | 運命のタイム・アップ                   | 園田英樹                   | 箕ノ口克己   | 箕ノ口克己 | 岡迫亘弘          |
| 第120話  | 01月30日        | 駆けぬけろ！ V3はオレたちの夢          | 海老沼三郎                 | 岡本達也     | 岡本達也   | 高木敏夫          |
| 第121話  | 02月06日        | 奇跡をよぶフィールドの鷹               | 園田英樹                   | 矢沢則夫     | 近藤英輔   | 岡迫亘弘          |
| 第122話  | 02月13日        | 復活オレたちのキャプテン               | 海老沼三郎                 | 大野久       | 秦泉寺博   | 松本勝次          |
| 第123話  | 02月20日        | 翼の最終作戦!!                         | 園田英樹                   | 箕ノ口克己   | 箕ノ口克己 | 岡迫亘弘          |
| 第124話  | 02月27日        | 傷だらけのヒーロー                     | 海老沼三郎                 | 岡本達也     | 岡本達也   | 高木敏夫          |
| 第125話  | 03月06日        | 栄光そして新なる旅立ち                 | 海老沼三郎                 | 矢沢則夫     | 近藤英輔   | 岡迫亘弘          |
| 第126話  | 03月13日        | 最高の友 俺と若林源三                  | 菅良幸 海老沼三郎 園田英樹 | -            | -          | 岡迫亘弘          |
| 第127話  | 03月20日        | 永遠のパートナー 俺と岬太郎            | 菅良幸 海老沼三郎 園田英樹 | -            | -          | 小泉謙三          |
| 第128話  | 03月27日        | はばたけ！輝ける戦士たち               | 菅良幸 海老沼三郎 園田英樹 | -            | -          | 岡迫亘弘          |

#### 放送局
系列は放送当時、放送日時は個別に出典が掲示されているものを除き、1986年1月中旬 - 2月上旬時点のものとする。
| 放送対象地域   | 放送局         | 系列                          | 放送日時 | 備考                                                                                         |
| -------------- | -------------- | ----------------------------- | --- | -------------------------------------------------------------------------------------------- |
| 関東広域圏     | テレビ東京     | テレビ東京系列                | 木曜 19:30 - 20:00 | 制作局                                                                                       |
| 愛知県         | テレビ愛知     | テレビ東京系列                | 木曜 19:30 - 20:00 |                                                                                              |
| 岐阜県         | 岐阜放送       | 独立局                        | 木曜 19:30 - 20:00 | 野球中継時は翌週の水曜 18:30 - 19:00に放送。                                                 |
| 大阪府         | テレビ大阪     | テレビ東京系列                | 木曜 19:30 - 20:00 |                                                                                              |
| 岡山県・香川県 | 岡山放送       | フジテレビ系列                | 火曜 17:30 - 18:00 | 1985年9月まで放送。                                                                          |
| 岡山県・香川県 | テレビせとうち | テレビ東京系列                | 木曜 19:30 - 20:00 | 1985年10月開局から放送。                                                                     |
| 北海道         | 北海道テレビ   | テレビ朝日系列                | 土曜 6:30 - 7:00（1983年11月12日 - 1984年9月29日） → 金曜 17:30 - 18:00（1984年10月5日 - 1986年5月9日）                                             |                                                                                              |
| 青森県         | 青森テレビ     | TBS系列                       | 月曜 17:30 - 18:00 → 月曜 16:30 - 17:00 |                                                                                              |
| 岩手県         | テレビ岩手     | 日本テレビ系列                | 日曜 9:00 - 9:30 |                                                                                              |
| 秋田県         | 秋田テレビ     | フジテレビ系列 テレビ朝日系列 | 月曜 17:30 - 18:00 | 1986年11月10日まで放送。                                                                     |
| 山形県         | 山形テレビ     | フジテレビ系列                | 毎日 6:00 - 6:30 →月曜 17:00 - 17:30 →月曜 - 金曜 16:00 - 16:30                                                                                     | 一時打ち切り。その後帯放送にて放送再開。                                                     |
| 宮城県         | 仙台放送       | フジテレビ系列                | 火曜 16:30 - 17:00（1984年1月 - 3月） → 日曜 8:30 - 9:00（1984年4月 - 1985年9月） → 土曜 17:30 - 18:00（1985年10月 - 1986年6月）                    |                                                                                              |
| 福島県         | 福島テレビ     | フジテレビ系列                | 月曜 17:30 - 18:00（1984年3月12日 - 1985年3月） → 金曜 19:00 - 19:30（1985年4月 - 1986年3月） → 日曜 8:30 - 9:00（1986年4月 - 6月）                 |                                                                                              |
| 山梨県         | テレビ山梨     | TBS系列                       | 金曜 17:20 - 17:50 |                                                                                              |
| 新潟県         | 新潟総合テレビ | フジテレビ系列                | 火曜 17:30 - 18:00 → 金曜 19:00 - 19:30 | 現・NST新潟総合テレビ。                                                                      |
| 長野県         | 長野放送       | フジテレビ系列                | 月曜 19:00 - 19:30 |                                                                                              |
| 静岡県         | テレビ静岡     | フジテレビ系列                | 金曜 16:00 - 16:30（1984年2月時点） →木曜 19:00 - 19:30（1986年時点）                                                                               |                                                                                              |
| 富山県         | 富山テレビ     | フジテレビ系列                | 金曜 16:50 - 17:20 →木曜 17:20 - 17:50（1986年3月20日まで） →木曜 17:30 - 18:00（1986年3月27日） → 金曜 16:25 -16:55（1986年4月4日から7月18日まで） | 1984年2月10日から1986年7月18日まで放送。後番組は『機動戦士ガンダムZZ』（名古屋テレビ制作）。 |
| 石川県         | 石川テレビ     | フジテレビ系列                | 水曜 6:27 - 6:54 → 月曜 17:05 - 17:32 | 1983年10月26日から1986年6月9日まで放送。後番組は『メイプルタウン物語』（朝日放送制作）。     |
| 福井県         | 福井テレビ     | フジテレビ系列                | 水曜 17:25 - 17:55（1985年3月27日まで） → 水曜 16:30 - 17:00（1985年4月3日から）                                                                    | 1984年2月15日から1986年8月13日まで放送。後番組は『六三四の剣』（テレビ東京制作）。           |
| 滋賀県         | びわ湖放送     | 独立UHF局                     | 金曜 19:30 - 20:00 |                                                                                              |
| 奈良県         | 奈良テレビ     | 独立UHF局                     | 木曜 19:00 - 19:30 |                                                                                              |
| 和歌山県       | テレビ和歌山   | 独立UHF局                     | 水曜 19:30 - 20:00 → 月曜 17:30 - 18:00 |                                                                                              |
| 鳥取県 島根県  | 山陰放送       | TBS系列                       | 木曜 17:30 - 18:00 → 金曜 17:30 - 18:00 |                                                                                              |
| 広島県         | テレビ新広島   | フジテレビ系列                | 日曜 10:00 - 10:30 → 水曜 16:30 - 17:00 |                                                                                              |
| 山口県         | テレビ山口     | TBS系列 フジテレビ系列        | 木曜 17:30 - 18:00 | 1986年10月24日まで放送。                                                                     |
| 徳島県         | 四国放送       | 日本テレビ系列                | 火曜 17:30 - 18:00 |                                                                                              |
| 愛媛県         | 南海放送       | 日本テレビ系列                | 火曜 17:25 - 17:55 |                                                                                              |
| 高知県         | テレビ高知     | TBS系列                       | 月曜 16:30 - 17:00 |                                                                                              |
| 福岡県         | 福岡放送       | 日本テレビ系列                | 月曜 - 木曜 18:00 - 18:30 → 木曜 18:00 - 18:30 |                                                                                              |
| 長崎県         | テレビ長崎     | フジテレビ系列 日本テレビ系列 | 金曜 17:30 - 18:00 → 金曜 16:30 - 17:00 |                                                                                              |
| 熊本県         | 熊本放送       | TBS系列                       | 木曜 17:00 - 17:30 → 金曜 17:30 - 18:00 →月曜 - 金曜 11:00 - 11:30                                                                                  | 1986年8月29日まで放送。                                                                      |
| 大分県         | 大分放送       | TBS系列                       | 金曜 16:50 - 17:20 → 金曜 17:20 - 17:50 |                                                                                              |
| 宮崎県         | 宮崎放送       | TBS系列                       | 水曜 17:25 - 17:55 → 水曜 17:30 - 18:00 |                                                                                              |
| 鹿児島県       | 南日本放送     | TBS系列                       | 木曜 16:00 - 16:30 → 土曜 16:00 - 16:30 |                                                                                              |
| 沖縄県         | 琉球放送       | TBS系列                       | 日曜 16:30 - 17:00（放送開始時） →金曜 16:00 - 16:30 → 月曜 17:15 - 17:45                                                                           | 1984年4月22日から放送。                                                                      |

最高視聴率：21.2%（ビデオリサーチ調べ、関東地区）
| テレビ東京系列 木曜 19:30 - 20:00                        | テレビ東京系列 木曜 19:30 - 20:00                        | テレビ東京系列 木曜 19:30 - 20:00            |
| 前番組                                                   | 番組名                                                   | 次番組                                       |
| -------------------------------------------------------- | -------------------------------------------------------- | -------------------------------------------- |
| まいっちんぐマチコ先生 （1981年10月8日 - 1983年10月6日） | キャプテン翼（第1作） （1983年10月13日 - 1986年3月27日） | 六三四の剣 青春編 （1986年4月3日 - 9月26日） |

### 第2作
『キャプテン翼J』（キャプテンつばさジェイ）のタイトルで、1994年10月21日から1995年12月22日まで、フジテレビほかにて全47話が放送された。スタジオコメット制作。
第1作の小学生編のリメイクと、原作漫画『キャプテン翼 ワールドユース編』の序盤を描いた作品。小学生編終了後に放送時間が平日の夕方に移動となり、一部ネット局では第33話の最後に「おわり」と表示され打ち切りとなった。第34話で石崎の視点による総集編「翼の夢 ワールドカップ」を放映後、第35話から本来の製作目的だったワールドユース編となり、16歳の葵新伍がイタリアに征くストーリーになった。
第38話からは-ワールドユース編-のサブタイトルが追加され、オープニングテーマのイントロのアレンジとバック映像が変更。アジア予選でタイユースに勝利し、葵の回想による第35話から第46話の総集編「めざせ!2002年」が最終回となった。
エンディングでは少年サッカー選手たちの写真に作品のキャラクターたちがオーバーラップするという演出を行っている。番組では全国の少年サッカーチームの集合写真を毎週募集しており、チーム名と都道府県名入りでラストカットに使用していた。
この作品以降、版権や商標登録上の関係からクラブ名をそのまま使わずもじるようになり、サンパウロFCはサンパスFCに、セリエAインテルはセリスAインテーナに変更されていた。2006年にスーパービジョン/アートポートから全話収録のDVDソフトが発売された。レンタル取扱いもされている。

#### キャスト（第2作）
（出典 - ）
- 大空翼 - 小粥よう子（小学生編）、佐々木望（ワールドユース編）
- 岬太郎 - 小林優子（小学生編）、結城比呂（ワールドユース編）
- 若林源三 - 三木眞一郎
- 日向小次郎 - 檜山修之
- 若島津健、カルロス・サンターナ - 関智一
- 松山光 - 柏倉つとむ
- 三杉淳 - 緒方恵美（小学生編）、太田真一郎（ワールドユース編）
- 石崎了 - 佐藤智恵（小学生編）、山口勝平（ワールドユース編）
- ロベルト本郷 - 堀秀行
- 葵新伍 - 菊池正美
- 中沢早苗 - 瀧本富士子

#### スタッフ（第2作）
（出典 - ）
- 原作 - 高橋陽一
- 監督 - 福富博
- シリーズ構成 - 山田隆司（第1話 - 第37話）
- アニメーションキャラクター・総作画監督 - 金沢比呂司（第1話 - 第37話）、興村忠美
- 美術監督 - 金村勝義
- 編集 - 岡安肇
- 撮影監督 - 森下成一
- 音響監督 - 三間雅文
- 音楽 - 太田美知彦
- プロデューサー - 金田耕司、生田英隆、小松悦子
- 制作協力 - スタジオコメット
- 制作 - フジテレビ、NAS

#### 主題歌（第2作）
CDはポニーキャニオンより発売。どちらの曲もエンディングはテレビサイズと異なりフェードアウト。
「Fighting!」
FACE FREE（渡辺学）によるオープニングテーマ。作詞・作曲はFACE FREE（宮路一昭、渡辺学）、編曲は大阪哲也。
「男だろっ！」
山崎亜弥子によるエンディングテーマ。作詞は及川眠子、作曲は高橋一路、編曲は矢賀部竜成。

#### 各話リスト（第2作）
| 話数             | 初放送日        | サブタイトル             | 脚本                     | 絵コンテ                               | 演出                                                         | 作画監督                                                |
| 小学生編         | 小学生編        | 小学生編                 | 小学生編                 | 小学生編                               | 小学生編                                                     | 小学生編                                                |
| ---------------- | --------------- | ------------------------ | ------------------------ | -------------------------------------- | ------------------------------------------------------------ | ------------------------------------------------------- |
| 第1話            | 1994年 10月21日 | でっかい夢を翼にのせて   | 山田隆司                 | 福富博                                 | 福富博                                                       | 金沢比呂司                                              |
| 第2話            | 10月28日        | 天才GK若林からの挑戦     | 山田隆司                 | 日高政光                               | 日高政光                                                     | 金沢比呂司                                              |
| 第3話            | 11月04日        | さわやか出会い岬太郎     | 山田隆司                 | 大関雅幸                               | 大関雅幸                                                     | 興村忠美                                                |
| 第4話            | 11月11日        | 熱き永き戦いが今始まる   | 山田隆司                 | 森脇真琴                               | 森脇真琴                                                     | 金沢比呂司                                              |
| 第5話            | 11月18日        | とべ！オーバーヘッド     | 山田隆司                 | 石崎すすむ                             | 石崎すすむ                                                   | 近藤優次                                                |
| 第6話            | 11月25日        | 翼・岬ゴールデンコンビ   | 山田隆司                 | 日高政光                               | 日高政光                                                     | 興村忠美                                                |
| 第7話            | 12月02日        | 白熱の攻防戦             | 山田隆司                 | 葛谷直行                               | 葛谷直行                                                     | 金沢比呂司                                              |
| 第8話            | 12月09日        | 俺が日向小次郎           | 山田隆司                 | 中村隆太郎                             | 矢吹勉                                                       | 興村忠美                                                |
| 第9話            | 12月23日        | 怒濤のハットトリック     | 山田隆司                 | 石踊宏                                 | 石踊宏                                                       | 松本勝次                                                |
| 第10話           | 1995年 01月13日 | 激戦！雨のフィールド     | 山田隆司                 | 湖山禎崇                               | 湖山禎崇                                                     | 奈須川充                                                |
| 第11話           | 01月20日        | 危うし！タイムアップ     | 山田隆司                 | 須藤典彦                               | 須藤典彦                                                     | 金沢比呂司                                              |
| 第12話           | 01月27日        | キーパー若林をつぶせ!    | 山田隆司                 | 葛谷直行                               | 葛谷直行                                                     | 興村忠美                                                |
| 第13話           | 02月03日        | すばらしきライバルたち   | 山田隆司                 | 石崎すすむ                             | 石崎すすむ                                                   | 近藤優次                                                |
| 第14話           | 02月10日        | 先制のボレーシュート!!   | 山田隆司                 | 石踊宏                                 | 石踊宏                                                       | 松本勝次                                                |
| 第15話           | 02月17日        | ボールは友だち怖くない   | 山田隆司                 | 湖山禎崇                               | 湖山禎崇                                                     | 奈須川充                                                |
| 第16話           | 02月24日        | 死闘！翼VS日向小次郎     | 山田隆司                 | 葛谷直行                               | 葛谷直行                                                     | 金沢比呂司                                              |
| 第17話           | 03月03日        | 貴公子・三杉淳           | 山田隆司                 | 工藤進                                 | 工藤進                                                       | 一川孝久                                                |
| 第18話           | 03月10日        | 恐怖の空中アクロバット   | 山田隆司                 | 石踊宏                                 | 石踊宏                                                       | 松本勝次                                                |
| 第19話           | 03月17日        | 北の国から熱き友情       | 山田隆司                 | 福富博                                 | 福富博                                                       | 興村忠美                                                |
| 第20話           | 04月28日        | 北国の小さなイレブン     | 山田隆司                 | 湖山禎崇                               | 湖山禎崇                                                     | 奈須川充                                                |
| 第21話           | 05月05日        | 登場！キーパー若島津健   | 山田隆司                 | 葛谷直行                               | 葛谷直行                                                     | 一川孝久                                                |
| 第22話           | 05月19日        | 翼VSガラスの貴公子       | 山田隆司                 | 三沢伸                                 | 松園公                                                       | 金沢比呂司                                              |
| 第23話           | 06月02日        | 華麗なる闘い！           | 山田隆司                 | 石踊宏                                 | 石踊宏                                                       | 松本勝次                                                |
| 第24話           | 06月09日        | 沈黙のエース             | 山田隆司                 | 三沢伸                                 | 三沢伸                                                       | 一川孝久                                                |
| 第25話           | 06月16日        | 不死鳥・翼               | 山田隆司                 | 湖山禎崇                               | 湖山禎崇                                                     | 奈須川充                                                |
| 第26話           | 06月30日        | 立て！傷だらけのヒーロー | 山田隆司                 | 葛谷直行                               | 葛谷直行                                                     | 金沢比呂司                                              |
| 第27話           | 07月07日        | 大決戦その前夜           | 山田隆司                 | 工藤進                                 | 工藤進                                                       | 興村忠美                                                |
| 第28話           | 07月21日        | 若島津VSツインシュート   | 山田隆司                 | 石踊宏                                 | 石踊宏                                                       | 松本勝次                                                |
| 第29話           | 07月28日        | 猛虎・炎の弾丸シュート   | 山田隆司                 | 湖山禎崇                               | 湖山禎崇                                                     | 奈須川充                                                |
| 第30話           | 08月04日        | 傷だらけのイレブン       | 山田隆司                 | 松園公                                 | 松園公                                                       | 一川孝久                                                |
| 第31話           | 08月11日        | 猛虎の逆襲               | 増田貴彦                 | 葛谷直行                               | 葛谷直行                                                     | 金沢比呂司                                              |
| 第32話           | 08月18日        | 死闘！灼熱の再延長戦     | 増田貴彦                 | 工藤進                                 | 湖山禎崇                                                     | 奈須川充                                                |
| 第33話           | 08月25日        | ゴールに夢をたたきこめ！ | 増田貴彦                 | 石踊宏                                 | 石踊宏                                                       | 一川孝久                                                |
| 第34話           | 09月01日        | 翼の夢・ワールドカップ   | 山田隆司 増田貴彦        | 福富博                                 | 三沢伸 葛谷直行 湖山禎崇 石踊宏 日高政光 森脇真琴 石崎すすむ | 興村忠美 金沢比呂司 一川孝久 松本勝次 奈須川充 近藤優次 |
| 第35話           | 09月08日        | 葵新伍登場！誓いのコイン | 山田隆司                 | 葛谷直行                               | 葛谷直行                                                     | 金沢比呂司                                              |
| 第36話           | 09月22日        | 新伍・鮮やかデビュー     | 山田隆司                 | 三沢伸                                 | 三沢伸                                                       | 金沢比呂司                                              |
| 第37話           | 09月29日        | 孤独の特訓               | 増田貴彦                 | 湖山禎崇                               | 湖山禎崇                                                     | 奈須川充                                                |
| ワールドユース編 |                 |                          |                          |                                        |                                                              |                                                         |
| 第38話           | 10月13日        | 栄光のフィールドに立つ   | 岸間信明                 | 葛谷直行                               | 下司泰弘                                                     | 金沢比呂司                                              |
| 第39話           | 10月20日        | 謎のリアルジャパン7      | 菅良幸                   | 三沢伸                                 | 三沢伸                                                       | 金沢比呂司                                              |
| 第40話           | 10月27日        | 全日本ユース大苦戦!!     | 山田隆司                 | 工藤進                                 | 工藤進                                                       | 金沢比呂司                                              |
| 第41話           | 11月10日        | 格闘技戦！タイユース     | 岸間信明                 | 葛谷直行                               | 葛谷直行                                                     | 金沢比呂司                                              |
| 第42話           | 11月17日        | 新ゴールデンコンビ誕生！ | 菅良幸                   | 湖山禎崇                               | 大畑清隆                                                     | 金沢比呂司                                              |
| 第43話           | 11月24日        | 大逆転!一次予選突破!!    | 山田隆司                 | 葛谷直行                               | 下司泰弘                                                     | 金沢比呂司                                              |
| 第44話           | 12月01日        | 帰って来た七人の戦士     | 岸間信明                 | 石踊宏                                 | 工藤進                                                       | 金沢比呂司                                              |
| 第45話           | 12月08日        | 必殺！雷獣シュート       | 菅良幸                   | 湖山禎崇                               | 湖山禎崇                                                     | 一川孝久                                                |
| 第46話           | 12月15日        | 最強の新生全日本ユース   | 山田隆司                 | 石踊宏                                 | 石踊宏                                                       | 興村忠美                                                |
| 第47話           | 12月22日        | めざせ！2002年           | 山田隆司 岸間信明 菅良幸 | 葛谷直行 三沢伸 工藤進 湖山禎崇 石踊宏 | 葛谷直行 三沢伸 工藤進 湖山禎崇 石踊宏                       | 金沢比呂司                                              |

#### 放送局（第2作）
同時ネットの出典は1995年9月時点。1995年9月以降はローカル枠降格のため、遅れネットとなった局がある。また、※印付きの局は第33話を以て打ち切っている。
| 放送対象地域   | 放送局             | 系列                                         | ネット状況 | 備考                                                  |
| -------------- | ------------------ | -------------------------------------------- | ---------- | ----------------------------------------------------- |
| 関東広域圏     | フジテレビ         | フジテレビ系列                               | 制作局     |                                                       |
| 北海道         | 北海道文化放送     | フジテレビ系列                               | 同時ネット | 1995年10月6日からは金曜 17:00 - 17:30にて放送。       |
| 青森県         | 青森テレビ         | TBS系列                                      | 遅れネット |                                                       |
| 岩手県         | 岩手めんこいテレビ | フジテレビ系列                               | 同時ネット |                                                       |
| 宮城県         | 仙台放送           | フジテレビ系列                               | 同時ネット | ※                                                     |
| 秋田県         | 秋田テレビ         | フジテレビ系列                               | 同時ネット |                                                       |
| 福島県         | 福島テレビ         | フジテレビ系列                               | 同時ネット |                                                       |
| 山梨県         | テレビ山梨         | TBS系列                                      | 遅れネット |                                                       |
| 新潟県         | 新潟総合テレビ     | フジテレビ系列                               | 同時ネット |                                                       |
| 長野県         | 長野放送           | フジテレビ系列                               | 同時ネット | ローカル枠降格以降は日曜 10:30 - 11:00に遅れネット。  |
| 静岡県         | テレビ静岡         | フジテレビ系列                               | 同時ネット |                                                       |
| 富山県         | 富山テレビ         | フジテレビ系列                               | 同時ネット | ローカル枠降格以降は金曜 16:30 - 17:00に遅れネット。  |
| 石川県         | 石川テレビ         | フジテレビ系列                               | 同時ネット |                                                       |
| 福井県         | 福井テレビ         | フジテレビ系列                               | 同時ネット |                                                       |
| 中京広域圏     | 東海テレビ         | フジテレビ系列                               | 同時ネット |                                                       |
| 近畿広域圏     | 関西テレビ         | フジテレビ系列                               | 同時ネット | ※毎日放送（TBS系列）が改めて全話放送。                |
| 島根県・鳥取県 | 山陰中央テレビ     | フジテレビ系列                               | 同時ネット |                                                       |
| 岡山県・香川県 | 岡山放送           | フジテレビ系列                               | 同時ネット |                                                       |
| 広島県         | テレビ新広島       | フジテレビ系列                               | 同時ネット | ※広島ホームテレビ（テレビ朝日系列）が改めて全話放送。 |
| 山口県         | テレビ山口         | TBS系列                                      | 遅れネット |                                                       |
| 愛媛県         | テレビ愛媛         | フジテレビ系列                               | 同時ネット |                                                       |
| 福岡県         | テレビ西日本       | フジテレビ系列                               | 同時ネット |                                                       |
| 佐賀県         | サガテレビ         | フジテレビ系列                               | 同時ネット |                                                       |
| 長崎県         | テレビ長崎         | フジテレビ系列                               | 同時ネット |                                                       |
| 熊本県         | テレビ熊本         | フジテレビ系列                               | 同時ネット |                                                       |
| 大分県         | テレビ大分         | フジテレビ系列 日本テレビ系列                | 同時ネット | ※大分朝日放送（テレビ朝日系列）が改めて全話放送。     |
| 宮崎県         | テレビ宮崎         | フジテレビ系列 日本テレビ系列 テレビ朝日系列 | 遅れネット |                                                       |
| 鹿児島県       | 鹿児島テレビ       | フジテレビ系列                               | 同時ネット | ※                                                     |
| 沖縄県         | 沖縄テレビ         | フジテレビ系列                               | 同時ネット |                                                       |

最高視聴率：14.1%（ビデオリサーチ調べ、関東地区）
| フジテレビ系列 金曜 19:30 - 20:00                      | フジテレビ系列 金曜 19:30 - 20:00                                  | フジテレビ系列 金曜 19:30 - 20:00             |
| 前番組                                                 | 番組名                                                             | 次番組                                        |
| ------------------------------------------------------ | ------------------------------------------------------------------ | --------------------------------------------- |
| 金曜ファミリーランド - ※19:30 - 20:54                  | キャプテン翼J（第1話 - 第33話） （1994年10月21日 - 1995年8月25日） | 生さんま みんなでイイ気持ち! - ※19:30 - 20:54 |
| フジテレビ 金曜 17:30 - 18:00                          |                                                                    |                                               |
| ドラゴンボールZ（再放送） - ※月曜 - 金曜 → 月曜 - 木曜 | キャプテン翼J（第34話 - 第47話） （1995年9月1日 - 12月22日）       | クマのプー太郎 - ※水曜19:30 - 20:00枠より移動 |

### 第3作
2001年10月7日から2002年10月6日まで、テレビ東京系列にて全52話が放送された。制作会社が前作の土田プロの流れを汲むスタジオコメットからグループ・タックに変更された。
第1作のリメイク作品。青年となった翼が昔を振り返るストーリー構成で、原作漫画『キャプテン翼』、『キャプテン翼 ワールドユース編』の「サッカーサイボーグ サンターナの章」、『キャプテン翼 ROAD TO 2002』の序盤までが描かれる。声優陣では主人公の大空翼の少年時代を井上喜久子、青年時代を関智一が演じるなど前作と同様に一新されている。主題歌はavex所属アーティストとのタイアップ曲。版権や商標登録の関係上、サンパウロFCは「ブランコス」、FCバルセロナは「カタルーニャ」に、ハンブルグは「グリュンバルト」に、ユベントスは「ピエモンテ」に変更されている。FIFAワールドカップは「インターナショナルカップ」となった。その他、一部の登場人物の名前も変更されている。

#### キャスト（第3作）
（出典 - ）
- 大空翼 - 井上喜久子（少年期）、関智一（青年期）
- 岬太郎 - 雪乃五月（少年期）、鳥海浩輔（青年期）
- 若林源三 - 鈴村健一
- 日向小次郎 - 松本梨香（少年期）、子安武人（青年期）
- 若島津健 - 伊藤健太郎
- 松山光 - 石田彰
- 三杉淳 - 折笠愛（少年期）、宮崎一成（青年期）
- ロベルト本郷 - 宮本充
- 石崎了 - 高乃麗
- 中沢早苗 - 榎本温子
- 大川学 - 長沢美樹
- 葵新伍 - 森久保祥太郎

#### スタッフ（第3作）
（出典 - ）
- 原作 - 高橋陽一
- 監督 - 杉井ギサブロー
- チーフディレクター - 今掛勇
- シリーズ構成 - 相馬和彦
- キャラクターデザイン - 前田実
- 総作画監督 - 前田実、江口摩吏介
- 美術監督 - 金村勝義
- 色彩設定 - 斎藤裕子
- 撮影監督 - 舘信一郎
- 編集 - 古川雅士
- 音響監督 - 藤山房伸
- 音楽 - 岩崎文紀、多田彰文（第12話 - 第52話）
- プロデューサー - 八田紳作（第1話 - 第39話）、松山進（第40話 - 第52話）、渡辺哲也、丸山正雄
- アニメーション制作 - グループ・タック
- 音楽制作・製作協力 - avex mode
- 製作 - テレビ東京、電通、マッドハウス

#### 主題歌（第3作）
オープニングテーマ
「Dragon Screamer」（第1話 - 第35話）
DA PUMPによる前期オープニングテーマ。作詞はm.c.A・TとYUKINARI、作曲・編曲は富樫明生。
「Our Relation」（第36話 - 第52話）
今井絵理子による後期オープニングテーマ。作詞・作曲・編曲は葉山拓亮。

エンディングテーマ
「Feel so right」（第1話 - 第13話）
MAXによる第1クールエンディングテーマ。作詞は海老根祐子、作曲はCharlie KingとAri Lehtonen George Cole、編曲はCobra Endo。
「勝」（第14話 - 第26話）
ロンドンブーツ1号2号による第2クールエンディングテーマ。作詞は山中鹿之介、作曲はD・A・I、編曲はTOUL SOUL BROTHERS。
「Keep on going」（第27話 - 第39話）
榎本温子による第3クールエンディングテーマ。作詞は海老根祐子、作曲は安藤高弘、編曲は近藤昭雄。
「BREAK OFF!!」（第40話 - 第52話）
DASEINによる第4クールエンディングテーマ。作詞・作曲はDASEIN、編曲は菊地圭介。

#### 各話リスト（第3作）
| 話数   | 初放送日        | サブタイトル                 | 脚本     | 絵コンテ              | 演出                | 作画監督                                  |
| ------ | --------------- | ---------------------------- | -------- | --------------------- | ------------------- | ----------------------------------------- |
| 第1話  | 2001年 10月07日 | ロードトゥドリーム           | 相馬和彦 | 杉井ギサブロー 今掛勇 | 今掛勇              | 岡田敏靖                                  |
| 第2話  | 10月14日        | ロベルトとの出会い           | 川嶋澄乃 | 小華和ためお          | 棚橋一徳            | 南伸一郎                                  |
| 第3話  | 10月21日        | 帰ってきた岬太郎             | 筆安一幸 | 難波日登志            | 三宅雄一郎          | 大島巧                                    |
| 第4話  | 10月28日        | 炎の小次郎                   | 筆安一幸 | 嵩城溯葉              | 嵩城溯葉            | なかじまちゅうじ 岡田敏靖 金子紀男 大島巧 |
| 第5話  | 11月04日        | 誕生！キャプテン翼           | 荒西大介 | 前田康成              | 新田義方            | 我妻宏                                    |
| 第6話  | 11月11日        | 開幕！全日本少年サッカー大会 | 新宅純一 | 辻伸一 杉井ギサブロー | 嵩城溯葉            | 岡田敏靖                                  |
| 第7話  | 11月18日        | ガラスのエース               | 川嶋澄乃 | 小華和ためお          | 棚橋一徳            | 南伸一郎                                  |
| 第8話  | 11月25日        | 立ち上がれ！三杉淳           | 川嶋澄乃 | 小華和ためお          | みくりや恭輔        | 大坂竹志                                  |
| 第9話  | 12月02日        | 激突！翼VS日向               | 荒西大介 | 小林治                | 洪憲杓              | なかじまちゅうじ                          |
| 第10話 | 12月09日        | 灼熱の決勝戦!                | 筆安一幸 | 小林治                | 棚橋一徳            | 南伸一郎                                  |
| 第11話 | 12月16日        | サヨナラロベルト             | 新宅純一 | 前田康成              | 三宅雄一郎          | 大島巧                                    |
| 第12話 | 12月23日        | 明日へのキックオフ           | 相馬和彦 | 今掛勇                | 今掛勇              | 武内あきら                                |
| 第13話 | 12月30日        | 嵐のタイガーショット         | 黒崎薫   | 難波日登志            | 新田義方            | 山沢実                                    |
| 第14話 | 2002年 01月06日 | 次籐からの挑戦状             | 荒西大介 | 前田康成              | みくりや恭輔        | 大坂竹志                                  |
| 第15話 | 01月13日        | 雪国の熱き10番               | 川嶋澄乃 | 増井壮一              | 洪憲杓              | なかじまちゅうじ                          |
| 第16話 | 01月20日        | 無念のドクターストップ       | 杉原研二 | 前田康成              | 三宅雄一郎          | 大島巧                                    |
| 第17話 | 01月27日        | 決戦！南葛VS東邦             | 黒崎薫   | 前田康成              | 中川聡              | 金鍾學                                    |
| 第18話 | 02月03日        | 執念のドライブシュート       | 川嶋澄乃 | 大宅光子              | 棚橋一徳            | 南伸一郎                                  |
| 第19話 | 02月10日        | よみがえれ！翼！             | 新宅純一 | 前田康成              | 新田義方            | 武内あきら                                |
| 第20話 | 02月17日        | 始動！日本Jr.ユース          | 川嶋澄乃 | 前田康成              | みくりや恭輔        | 大坂竹志                                  |
| 第21話 | 02月24日        | 屈辱の遠征試合               | 杉原研二 | おおそ独犬            | 中野健治            | 村上勉 山沢実                             |
| 第22話 | 03月03日        | 栄光の背番号10               | 新宅純一 | 瀬尾康博              | 三宅雄一郎 太田知章 | 大島巧                                    |
| 第23話 | 03月10日        | ゴールデンコンビ復活         | 黒崎薫   | 難波日登志            | 棚橋一徳            | 南伸一郎                                  |
| 第24話 | 03月17日        | イタリアの守護神             | 川嶋澄乃 | 前田康成              | 洪憲杓              | なかじまちゅうじ                          |
| 第25話 | 03月24日        | 天才ファン・ディアス         | 新宅純一 | 島崎奈々子            | 中川聡              | 金鍾學                                    |
| 第26話 | 03月31日        | 華麗なる司令塔               | 黒崎薫   | 大宅光子              | 真野玲              | 山縣亜紀                                  |
| 第27話 | 04月07日        | 痛恨のイエローカード         | 杉原研二 | 板垣伸                | 新田義方            | 武内あきら                                |
| 第28話 | 04月14日        | 誇り高きPK戦                 | 川嶋澄乃 | おおそ独犬            | みくりや恭輔        | 大坂竹志                                  |
| 第29話 | 04月21日        | 決戦！ニッポンVSドイツ       | 黒崎薫   | 難波日登志            | 三宅雄一郎 太田知章 | 大島巧                                    |
| 第30話 | 04月28日        | ロベルトからの伝言           | 新宅純一 | 板垣伸                | 洪憲杓              | なかじまちゅうじ                          |
| 第31話 | 05月05日        | 輝け！日本代表               | 杉原研二 | 大宅光子              | 中川聡              | 金鍾學                                    |
| 第32話 | 05月12日        | 新たなるピッチへ             | 黒崎薫   | 高田耕一              | 真野玲              | 山縣亜紀                                  |
| 第33話 | 05月19日        | サッカーサイボーグ           | 新宅純一 | 板垣伸                | 新田義方            | 武内あきら                                |
| 第34話 | 06月02日        | 神の子・サンターナ           | 川嶋澄乃 | 瀬尾康博              | 新田義方            | 古井新人                                  |
| 第35話 | 06月09日        | ロザリオの輝き               | 杉原研二 | 大宅光子              | みくりや恭輔        | 大坂竹志                                  |
| 第36話 | 06月16日        | 夢に見た新天地               | 黒崎薫   | 難波日登志            | 洪憲杓              | なかじまちゅうじ                          |
| 第37話 | 06月23日        | 日向、未来への挑戦           | 新宅純一 | 板垣伸                | 三宅雄一郎 太田知章 | 大島巧                                    |
| 第38話 | 06月30日        | 希望のゴールデンエイジ       | 杉原研二 | 難波日登志            | 中川聡              | 金鍾學                                    |
| 第39話 | 07月07日        | 葵新伍登場！                 | 川嶋澄乃 | 水草一馬              | 新田義方            | 武内あきら                                |
| 第40話 | 07月14日        | 新生・日本代表               | 向井正宜 | 大宅光子              | 木宮茂              | 松崎一 瀬尾康博                           |
| 第41話 | 07月21日        | 崩せ！オランダの壁           | 向井正宜 | 板垣伸                | 新田義方            | 古井新人                                  |
| 第42話 | 07月28日        | 世界へのリスタート           | 黒崎薫   | 洪憲杓                | 洪憲杓              | なかじまちゅうじ                          |
| 第43話 | 08月04日        | カタルーニャの鷹             | 川嶋澄乃 | 難波日登志            | 三宅雄一郎 太田知章 | 大島巧                                    |
| 第44話 | 08月11日        | 開幕に向かって走れ！         | 新宅純一 | おおそ独犬            | 中川聡              | 金鍾學                                    |
| 第45話 | 08月18日        | 非情の宣告                   | 川嶋澄乃 | 板垣伸                | 新田義方            | 武内あきら                                |
| 第46話 | 08月25日        | 希望の橋を渡れ！             | 黒崎薫   | 難波日登志            | 木宮茂              | 瀬尾康博                                  |
| 第47話 | 09月01日        | 日向イタリアデビュー         | 新宅純一 | 大宅光子              | 新田義方            | 古井新人                                  |
| 第48話 | 09月08日        | 涙のストライカー             | 川嶋澄乃 | 洪憲杓                | 洪憲杓              | なかじまちゅうじ                          |
| 第49話 | 09月15日        | 狙え！10ゴール10アシスト     | 杉原研二 | 板垣伸                | 板垣伸              | 板垣伸                                    |
| 第50話 | 09月22日        | 宿敵との闘い                 | 向井正宜 | 板垣伸                | 中川聡              | 金鍾學                                    |
| 第51話 | 09月29日        | 憧れのピッチ                 | 新宅純一 | 今掛勇                | 新田義方            | 武内あきら                                |
| 第52話 | 10月06日        | フィールドの戦士たち         | 黒崎薫   | 今掛勇                | 今掛勇              | 前田実                                    |

#### 放送局（第3作）
| 放送期間                                         | 放送時間           | 放送局                                       | 対象地域・備考                                              |
| ------------------------------------------------ | ------------------ | -------------------------------------------- | ----------------------------------------------------------- |
| 2001年10月7日 - 2002年10月6日                    | 日曜 17:20 - 17:50 | テレビ東京（製作局）ほか テレビ東京系列全6局 | 北海道・関東広域圏・愛知県・ 大阪府・岡山県・香川県・福岡県 |
| 不明                                             | 火曜 18:30 - 19:00 | 岐阜放送                                     | 岐阜県                                                      |
| 最高視聴率：6.3%（ビデオリサーチ調べ、関東地区） |                    |                                              |                                                             |

| テレビ東京系列 日曜 17:20 - 17:50                         | テレビ東京系列 日曜 17:20 - 17:50                       | テレビ東京系列 日曜 17:20 - 17:50                                                                                         |
| 前番組                                                    | 番組名                                                  | 次番組 |
| --------------------------------------------------------- | ------------------------------------------------------- | --- |
| 機動天使エンジェリックレイヤー （2001年4月1日 - 9月30日） | キャプテン翼（第3作） （2001年10月7日 - 2002年10月6日） | TXNニュース （2002年10月13日 - ） ※17:20 - 17:30 ※30分繰り上げFREEDOM （2002年10月13日 - 2003年3月30日） - ※17:30 - 18:00 |

### 第4作
シーズン1は2018年4月3日から2019年4月2日まで、前作と同様にテレビ東京系列ほかにて全52話が放送された。新たにリメイクしてアニメ化。舞台を現代に移して細部の描写を変更しており、第1話から第28話までは小学生編、第29話から第52話までは中学生編が原作に忠実な内容で描かれた。アニメーション制作は『ジョジョの奇妙な冒険』シリーズを手掛けたdavid productionが担当。劇中音楽担当も松尾早人に、キャスト陣についても主人公・大空翼役を三瓶由布子が務めるなど、前作で若林役を務めた鈴村健一を除き総入れ替えとなったが、第2作(J)と第3作で行われた翼の成長による声変わりに伴う担当声優の交代はなかった。また、『キャプテン翼』のテレビアニメとしては初の深夜枠での放送となった。
2023年3月23日にシーズン1の続編に相当するシーズン2『キャプテン翼シーズン2 ジュニアユース編』（キャプテンつばさシーズンツー ジュニアユースへん）の制作が発表された。同年10月1日より2024年6月まで、シーズン1と同様にテレビ東京系列ほかにて放送された。第3作以来となる夕方枠での放送であり、テレビアニメシリーズとしては初めてジュニアユース編が映像化される。なお、各キャストはシーズン1から続投するが、一部のスタッフは再度変更がなされ、監督は小野勝巳、アニメーション制作スタジオはスタジオKAIが新たに担当する。
また、テレビ東京（関東ローカル）では、本放送前の同年9月28日の木曜0時から0時30分（水曜深夜）に特別番組『「キャプテン翼シーズン2 ジュニアユース編」キックオフ直前特番』が放送された。出演は稲本潤一・佐々木竜太（南葛SC）、MAKIHIKA (YouTuber)、竹﨑由佳（テレビ東京アナウンサー）、VTRゲストは高橋陽一、三瓶由布子（大空翼役）、福山潤（カール・ハインツ・シュナイダー役）。

#### キャスト（第4作）
（出典 - ）
| - 大空翼 - 三瓶由布子 - 若林源三 - 鈴村健一 - 岬太郎 - 福原綾香 - 石崎了 - 田村睦心 - 日向小次郎 - 佐藤拓也 - ロベルト本郷 - 小西克幸 - 中沢早苗 - 原紗友里 - 井沢守 - 岩中睦樹 - 来生哲兵 - 酒井広大 - 滝一、佐野満 - 吉野裕行 | - 高杉真吾 - 木内太郎 - 沢田タケシ - 潘めぐみ - 若島津健 - 梅原裕一郎 - 立花政夫 - 竹内絢子 - 立花和夫 - 渡辺優里奈 - 松山光 - 羽多野渉 - 三杉淳 - 斉藤壮馬 - 新田瞬 - 上村祐翔 - 早田誠 - 小林裕介 - 次藤洋 - 平川大輔 | - 北詰誠 - 井上和彦 - 片桐宗正 - 浪川大輔 - ナレーション - 飛田展男 |

#### スタッフ（第4作）
|                                                             | シーズン1                                                            | シーズン2                                         |
| ----------------------------------------------------------- | -------------------------------------------------------------------- | ------------------------------------------------- |
| 原作                                                        | 高橋陽一                                                             | 高橋陽一                                          |
| 監督                                                        | 加藤敏幸                                                             | 小野勝巳                                          |
| シリーズディレクター                                        | 小倉宏文                                                             | N/A                                               |
| 監督助手                                                    | 小林彩 （第22 - 43話・第52話）                                       | N/A                                               |
| シリーズ構成                                                | 冨岡淳広                                                             | 冨岡淳広                                          |
| キャラクターデザイン                                        | 渡辺はじめ                                                           | 渡辺はじめ                                        |
| サブキャラクター デザイン                                   | 中島渚                                                               | 小倉典子                                          |
| プロップデザイン                                            | 棚沢隆                                                               | 小倉典子                                          |
| 美術デザイン（シーズン1） 美術監督                          | 小山貴大                                                             | 小山貴大                                          |
| 美術設定                                                    | 高橋武之（第1 - 29話） 滝れーき・鬼窪浩久・ 柳田東一郎（第30話以降） | 小山貴大                                          |
| 色彩設計                                                    | 横山さよ子                                                           | 横山さよ子                                        |
| 3DCGディレクター （シーズン1） 3Dディレクター （シーズン2） | 高浜真朱也                                                           | 菅友彦                                            |
| 撮影監督                                                    | 山田和弘 上條智也（第16話以降）                                      | 北村直樹                                          |
| 編集                                                        | 肥田文                                                               | 吉武将人                                          |
| 音楽                                                        | 松尾早人                                                             | 松尾早人                                          |
| 音楽制作                                                    | イマジン                                                             | イマジン                                          |
| 音響監督                                                    | 岩浪美和                                                             | 岩浪美和                                          |
| 音楽プロデューサー                                          | 土肥範子                                                             | N/A                                               |
| プロデューサー                                              | 小玉慶太、川瀬浩平、石黒達也                                         | 小玉慶太、川瀬浩平、石黒達也                      |
| プロデューサー                                              | 梅津智史、田中修一郎                                                 | 薄井勝太郎、山川典夫                              |
| アニメーション プロデューサー                               | 笠間寿高                                                             | 柴宏和                                            |
| アニメーション制作                                          | david production                                                     | スタジオKAI                                       |
| 製作                                                        | 2018キャプテン翼 製作委員会                                          | キャプテン翼シーズン2 ジュニアユース編 製作委員会 |

#### 主題歌（第4作）
シーズン1
「スタートダッシュ！」（第1話 - 第28話）
ジャニーズWESTによるシーズン1「小学生編」オープニングテーマ。作詞は藤林聖子、作曲は岩崎貴文、編曲は家原正樹。
「傷だらけの愛」（第29話 - 第52話）
ジャニーズWESTによるシーズン1「中学生編」オープニングテーマ。作詞はKomei Kobayashi、作曲はTakuya Haradaと川口進、編曲はCHOKKAKUとGAKU。

「燃えてヒーロー」
シーズン1エンディングテーマ。作詞は吉岡治、作曲 - 内木弘、編曲は佐々木裕（小学生編）、清水哲平（中学生編）、ギターはマーティ・フリードマン（中学生編）。
歌は大空翼（三瓶由布子）、若林源三（鈴村健一）、日向小次郎（佐藤拓也）、岬太郎（福原綾香）、三杉淳（斉藤壮馬）、松山光（羽多野渉）、若島津健（梅原裕一郎）で、話数ごとに参加するキャラクターが異なる。
2019年に京成押上線四ツ木駅の接近メロディとして採用。併せて、自動放送の音声をキャラクターボイスに変更。
シーズン2
「AS ONE」
WEST.によるシーズン2第1クールオープニングテーマ。作詞・作曲はWaO、編曲はNAOKI-T。
「ファンタジスタ」
WEST.によるシーズン2第2クールオープニングテーマ。作詞・作曲・編曲は今井了介、久保田真悟・栗原暁 (Jazzin' park)。
「ハート」
WEST.によるシーズン2第3クールオープニングテーマ。作詞は作曲は柳沢亮太(SUPER BEAVER)、編曲は柳沢亮太、河野圭。

「燃えてヒーロー」
WEST.によるシーズン2エンディングテーマ。作詞は吉岡治、作曲は内木弘、編曲は渡辺拓也。

#### 各話リスト（第4作）

##### シーズン1
| 話数     | 初放送日        | サブタイトル                    | 脚本       | 絵コンテ           | 演出                                | 作画監督 | アクション 作画監督                        | 総作画監督                 |
| 小学生編 | 小学生編        | 小学生編                        | 小学生編   | 小学生編           | 小学生編                            | 小学生編 | 小学生編                                   | 小学生編                   |
| -------- | --------------- | ------------------------------- | ---------- | ------------------ | ----------------------------------- | --- | ------------------------------------------ | -------------------------- |
| 第1話    | 2018年 04月03日 | 大空にはばたけ！                | 冨岡淳広   | 加藤敏幸           | 村田光                              | 石橋大輔、福島豊明、斎藤大輔 今岡大、糸島雅彦、柳瀬譲二 中村佑美子                                                                              | 長田信博 山田まさし 石橋大輔               | 渡辺はじめ 中島渚          |
| 第2話    | 04月10日        | とんだっ！                      | 冨岡淳広   | 齋藤徳明           | 亀井隆広 福元しんいち               | 石橋大輔、糸島雅彦、福島豊明 | 山田まさし 窪敏 興村忠美                   | 渡辺はじめ 中島渚          |
| 第3話    | 04月17日        | ニュー南葛小サッカー部 スタート | 冨岡淳広   | 三宅和男           | 大脊戸聡 関田修                     | 柳瀬譲二、増田敏彦、 宮永あずさ、福島豊明 | 山田まさし 長田信博 窪敏 興村忠美          | 渡辺はじめ 中島渚          |
| 第4話    | 04月24日        | 翼とロベルト                    | 冨岡淳広   | 今泉賢一           | 村田光 土屋康郎                     | 石橋大輔、川島尚、瀬尾康博 櫻井拓郎、鎌倉宏也、服部憲知                                                                                         | 小澤和則 長田信博                          | 渡辺はじめ 中島渚          |
| 第5話    | 05月01日        | 対抗戦へ向けて                  | 福嶋幸典   | 上原秀明           | まつきけいいち 上原秀明             | 福島豊明、南伸一郎、柴田和紀 | 山田まさし 長田信博 窪敏                   | 渡辺はじめ 中島渚          |
| 第6話    | 05月08日        | キックオフ！南葛VS修哲          | 冨岡淳広   | 加藤敏幸           | 村田光                              | 大野勉、宮永あずさ | 窪敏                                       | 中島渚                     |
| 第7話    | 05月15日        | ファンタジスタ翼                | 樋口達人   | 田中雄一           | 矢花馨                              | CHA MYOUNG JUNG 徳田夢之助、櫻井拓郎、 福島豊明                                                                                                 | 小澤和則 山田まさし 窪敏                   | 渡辺はじめ 中島渚          |
| 第8話    | 05月22日        | 誕生！南葛黄金コンビ            | 猪爪慎一   | 斉藤徳明           | 福元しんいち                        | 服部一郎、斎藤香織、竹内一将 桜井このみ、劉雲留、濱口頌平 菊池聡延                                                                              | 山田まさし 南信一郎 窪敏 高澤美佳 長田信博 | 渡辺はじめ 中島渚 福島豊明 |
| 第9話    | 05月29日        | さわやかな幕切れ                | 福嶋幸典   | 津田尚克           | 亀井隆広                            | 柳瀬譲二 CHA MYOUNG JUNG 前田義宏、糸島雅彦、櫻井拓郎 柴田和紀、斎藤大輔                                                                        | 南信一郎 山田まさし 高澤美佳 長田信博      | 渡辺はじめ 中島渚          |
| 第10話   | 06月05日        | 小次郎あらわる                  | 冨岡淳広   | 吉田泰三           | 関田修                              | Ahn Jeong mi | 長田信博 山田まさし 窪敏                   | 渡辺はじめ 中島渚          |
| 第11話   | 06月12日        | 思わぬ苦戦                      | 樋口達人   | 上原秀明           | 上原秀明                            | 福島豊明、Cha Myoung Jun Kim gi nam | 山田まさし 南伸一郎 小澤和則               | 渡辺はじめ 中島渚          |
| 第12話   | 06月19日        | 若林つぶし                      | 福嶋幸典   | 今泉賢一           | 工藤寛顕                            | CHA Myoung JUNG、今岡大 大野勉、櫻井拓郎 斉藤大輔、柴田和紀                                                                                     | 長田信博 小澤和則 山田まさし 窪敏          | 渡辺はじめ 中島渚          |
| 第13話   | 06月26日        | さァ全国だ！                    | 冨岡淳広   | 村田光             | 村田光                              | 今岡大、柳瀬譲二、前田義宏 宮永あずさ、柴田和紀                                                                                                 | 小澤和則 山田まさし                        | 渡辺はじめ 中島渚 石橋大輔 |
| 第14話   | 07月03日        | 燃えろ南葛 明和を倒せ！         | 猪爪慎一   | 上原秀明           | 上原秀明                            | 大野勉、斉藤和也、櫻井拓郎 柴田和紀、前田義宏                                                                                                   | 長田信博 山田まさし 南伸一郎               | 渡辺はじめ 中島渚          |
| 第15話   | 07月10日        | 夢だから負けない！              | 福嶋幸典   | 園田雅裕           | 豊島瑛太                            | CHA MYOUNG JUNG、Lim Keun soo、柴田和紀 | 長田信博 南伸一郎 窪敏 興村忠美            | 渡辺はじめ 中島渚          |
| 第16話   | 07月17日        | これがアクロバットサッカーだ！  | 冨岡淳広   | 芝久保             | 水本葉月                            | 福島豊明 | 山田まさし                                 | 渡辺はじめ 福島豊明        |
| 第17話   | 07月24日        | のこり4分！空中決戦             | 樋口達人   | 今泉賢一           | 東大和 山田雅之                     | 柴田和紀、福島豊明、糸島雅彦 今岡大、前田義宏、志水よし子 Lim Keun Soo、Cha Myoung Jun                                                          | 小澤和則 南伸一郎                          | 渡辺はじめ 中島渚 石橋大輔 |
| 第18話   | 07月31日        | いくぞ！決勝トーナメント        | 猪爪慎一   | なかの★陽          | まつきけいいち                      | Cha Myoung Jun、柴田和紀 前田義宏、大野勉 志水よし子、Jang Hee Kyu                                                                              | 山田まさし 長田信博                        | 渡辺はじめ 中島渚          |
| 第19話   | 08月07日        | 激闘！明和VSふらの              | 福嶋幸典   | 上原秀明           | 亀井隆広                            | 福島豊明、大野勉、斉藤和也 宮永梓、前田義宏、柴田和紀 Liu Yunliu、Cha Myoung Jun                                                                | -                                          | 渡辺はじめ 中島渚 石橋大輔 |
| 第20話   | 08月14日        | 武蔵の秘策                      | 冨岡淳広   | 今泉賢一           | まつきけいいち 加藤顕               | Cha Myoung Jun、福島豊明 糸島雅彦、柴田和紀、大野勉                                                                                             | 山田まさし 長田信博 窪敏                   | 渡辺はじめ 中島渚 石橋大輔 |
| 第21話   | 08月21日        | ガラスのエース                  | 樋口達人   | 伊藤達文           | 左藤洋二                            | 糸島雅彦、今岡大、柴田和紀 福島豊明、柳瀬譲二 志水よしこ                                                                                        | 窪敏 南伸一郎                              | 渡辺はじめ 中島渚 石橋大輔 |
| 第22話   | 08月28日        | 運命のアディショナルタイム      | 冨岡淳広   | 芝久保             | 徳野雄士 戸澤俊太郎                 | Cha Myoung Jun、志水よしこ 櫻井拓郎、柳瀬譲二、前田義宏 棚沢隆、今岡大 森川侑紀、柴田和紀                                                       | 山田まさし 長田信博                        | 渡辺はじめ 中島渚 石橋大輔 |
| 第23話   | 09月04日        | 天才キーパー復活！              | 福嶋幸典   | 吉田泰三           | ソエジマヤスフミ まつきけいいち     | 今岡大、福島豊明、柳瀬譲二 志水よしこ、糸島雅彦、 前田義宏、柴田和紀                                                                            | 窪敏 南伸一郎                              | 渡辺はじめ 中島渚 石橋大輔 |
| 第24話   | 09月11日        | 執念…まさに執念!!               | 樋口達人   | なかの★陽          | 菱川直樹                            | 市川敬三、森悦史、飯飼一幸 劉雲留 | 小澤和則                                   | 渡辺はじめ 中島渚          |
| 第25話   | 09月18日        | 炎のカウンターアタック          | 猪爪慎一   | 今泉賢一           | 野木森達哉                          | 大野勉、柳瀬譲二、前田義宏 福島豊明、西道拓哉、 宮永あずさ、柴田和紀                                                                            | 興村忠美 窪敏 南伸一郎                     | 渡辺はじめ 中島渚 石橋大輔 |
| 第26話   | 09月25日        | 幻のゴール                      | 冨岡淳広   | 芝久保             | いとがしんたろー                    | Cha Myoung Jun、石原彩子 柴田和紀、森川侑紀 | 興村忠美 窪敏 長田信博 山田まさし          | 渡辺はじめ 中島渚 石橋大輔 |
| 第27話   | 10月02日        | 栄光の瞬間                      | 福嶋幸典   | なかの★陽          | 左藤洋二                            | 柴田和紀、Cha Myoung Jun 飯飼一幸、大野勉 宮永あずさ、福島豊明 志水よしこ、森川侑紀                                                             | 山田まさし 長田信博 窪敏 小澤和則          | 渡辺はじめ 中島渚 石橋大輔 |
| 第28話   | 10月09日        | それぞれの旅立ち                | 樋口達人   | 瀬木弘正           | 川崎芳樹 中村哲治                   | 糸島雅彦、柴田和紀 高橋幸、Cha Myoung Jun 福島豊明、森川侑紀                                                                                    | 山田まさし                                 | 渡辺はじめ 中島渚 石橋大輔 |
| 中学生編 |                 |                                 |            |                    |                                     | |                                            |                            |
| 第29話   | 10月16日        | 夏の開幕！                      | 猪爪慎一   | 瀬尾康博           | 佐々木純人                          | 福島豊明、Cha Myoung Jun 柴田和紀、柳瀬譲二 大野勉、糸島雅彦                                                                                    | 興村忠美 長田信博 山田まさし               | 渡辺はじめ 中島渚 石橋大輔 |
| 第30話   | 10月23日        | 県大会決勝戦！隼シュート 登場！ | 福嶋幸典   | 今泉賢一 なかの★陽 | 小林孝志                            | 糸島雅彦、今岡大 福島豊明、宮永あずさ | 窪敏 長田信博 南伸一郎 山田まさし          | 渡辺はじめ 中島渚          |
| 第31話   | 10月30日        | 隼対翼                          | 冨岡淳広   | 阿宮正和           | 工藤寛顕                            | 石原彩子、大野勉 志水よしこ、柴田和紀 柳瀬譲二、Cha Myoung Jun                                                                                  | 窪敏 長田信博 南伸一郎 山田まさし          | 渡辺はじめ 中島渚          |
| 第32話   | 11月06日        | 打倒翼！日向対三杉              | 樋口達人   | 中村哲治           | 中村哲治                            | 福島豊明、志水よしこ 糸島雅彦、清水勝裕 宮永あずさ                                                                                              | 窪敏                                       | 渡辺はじめ 中島渚          |
| 第33話   | 11月13日        | 東京大会決着                    | 福嶋幸典   | なかの★陽          | 友田政晴                            | 市川敬三、森悦史 飯飼一幸、壇裏啓伸 松田剛吏、柴田和紀                                                                                          | 小澤和則                                   | 渡辺はじめ 中島渚 石橋大輔 |
| 第34話   | 11月20日        | 激戦開幕！大会スタート          | 猪爪慎一   | 芝久保 今泉賢一    | 加藤顕                              | 石原彩子、大野勉 柴田和紀、柳瀬譲二 Cha Myoung Jun                                                                                              | 長田信博 山田まさし 南伸一郎               | 渡辺はじめ 中島渚 石橋大輔 |
| 第35話   | 11月27日        | カミソリパワー爆発              | 竹田裕一郎 | 林直孝             | 山内東雄生                          | 福島豊明、柴田和紀 澤木巳登理、志水よしこ 糸島雅彦、今岡大 宮永あずさ、森川侑紀 中村佑美子                                                      | 窪敏 長田信博 山田まさし                   | 渡辺はじめ 中島渚 石橋大輔 |
| 第36話   | 12月04日        | それぞれの決意                  | 樋口達人   | 村田光             | 村田光                              | 石原彩子、大野勉 柴田和紀、高橋幸 柳瀬譲二、Cha Myoung Jun                                                                                      | 窪敏 南伸一郎                              | 渡辺はじめ 中島渚 石橋大輔 |
| 第37話   | 12月11日        | スカイラブ・ハリケーン！        | 福嶋幸典   | 羽田野浩平         | 羽田野浩平                          | 糸島雅彦、石原彩子 大野勉、志水よしこ 柳瀬譲二、福島豊明 Cha Myoung Jun                                                                         | 窪敏 南伸一郎 山田まさし                   | 渡辺はじめ 中島渚 石橋大輔 |
| 第38話   | 12月18日        | 攻略！立花兄弟                  | 冨岡淳広   | なかの★陽          | 左藤洋二                            | 福島豊明、柴田和紀 今岡大、宮永あずさ 中村佑美子、森川侑紀 STDIO MASSKET                                                                        | 窪敏 南伸一郎 山田まさし 長田信博          | 渡辺はじめ 中島渚 石橋大輔 |
| 第39話   | 12月25日        | 南葛対花輪 決着！               | 福嶋幸典   | 芝久保             | 菱川直樹                            | 飯飼一幸、市川敬三 永田正美、森悦史 松田剛吏、STDIO MASSKET                                                                                     | 小澤和則                                   | 渡辺はじめ 中島渚          |
| 第40話   | 2019年 01月08日 | ふらの出陣！                    | 竹田裕一郎 | 今泉賢一           | 加藤顕                              | 石原彩子、糸島雅彦 大野勉、志水よしこ 篠原佑太、柳瀬譲二 Cha Myoung Jun                                                                         | 南伸一郎                                   | 渡辺はじめ 中島渚 石橋大輔 |
| 第41話   | 01月15日        | 恐怖の伏兵                      | 樋口達人   | 吉川博明           | 小倉宏文 佐々木純人                 | 柴田和紀、福島豊明 中村佑美子 Cha Myoung Jun、森川侑紀 柳瀬譲二、今岡大                                                                         | 興村忠美 山田まさし                        | 渡辺はじめ 中島渚 石橋大輔 |
| 第42話   | 01月22日        | 不死鳥・翼                      | 冨岡淳広   | 中村哲治           | 中村哲治                            | Cha Myoung Jun、柳瀬譲二 大野勉、志水よしこ 石原彩子、今岡大                                                                                    | 山田まさし                                 | 渡辺はじめ 中島渚 石橋大輔 |
| 第43話   | 01月29日        | 猛虎ゲキる                      | 福嶋幸典   | 柴久保             | 石橋大輔 左藤洋二 村田光 山内東生雄 | 石橋大輔、入江俊博 大野勉、門智昭 清丸悟、近響子 斎藤大輔、清水勝祐 柴田和紀、福島豊明 森幸子、柳瀬譲二 吉田隆彦                                | 長田信博                                   | 渡辺はじめ 中島渚 石橋大輔 |
| 第44話   | 02月05日        | 背番号10対背番号10              | 竹田裕一郎 | なかの★陽          | 松川朋弘                            | 永田正美、手島勇人 佐々木幸恵、飯飼一幸 | 山田まさし 永田正美 神谷智大               | 渡辺はじめ 中島渚 石橋大輔 |
| 第45話   | 02月12日        | 涙のエアポート                  | 竹田裕一郎 | 芝久保             | まつきけいいち                      | 福島豊明、石橋大輔 柴田和紀、糸島雅彦 中村佑美子、高橋幸 徳田夢之介、棚澤隆                                                                     | 窪敏 南伸一郎                              | 渡辺はじめ 中島渚 石橋大輔 |
| 第46話   | 02月19日        | 世紀のキックオフ                | 猪爪慎一   | 加藤敏幸           | 小林孝志 いとがしんたろー           | Cha Myoung Jun、大野勉 志水よしこ、柴田和紀 柳瀬譲二、福島豊明                                                                                  | 山田まさし                                 | 渡辺はじめ 中島渚 石橋大輔 |
| 第47話   | 02月26日        | 宿命の対決ふたたび              | 樋口達人   | 小倉宏文 なかの★陽 | 小林彩                              | 福島豊明、Cha Myoung Jun 柴田和紀、柳瀬譲二 今岡大、中村祐美子 石原彩子                                                                         | 窪敏 南伸一郎                              | 渡辺はじめ 中島渚 石橋大輔 |
| 第48話   | 03月05日        | 王者・東邦！                    | 冨岡淳広   | 芝久保 なかの★陽   | 工藤寛顕 左藤洋二                   | Cha Myoung Jun、柴田和紀 福島豊明、糸島雅彦 志水よしこ、大野勉 柳瀬譲二、森田映一 石橋大輔                                                      | 長田信博 山田まさし 興村忠美 南伸一郎      | 渡辺はじめ 中島渚 石橋大輔 |
| 第49話   | 03月12日        | 灼熱の闘士 猛虎&翼              | 福嶋幸典   | 今泉賢一           | 菱川直樹                            | 永田正美、市川敬三 手島勇人、向山祐治 門智昭、森川侑紀                                                                                          | 南伸一郎                                   | 渡辺はじめ 中島渚          |
| 第50話   | 03月19日        | 執念の総力戦                    | 竹田裕一郎 | 芝久保 なかの★陽   | 中村哲治 いとがしんたろー           | Cha Myoung Jun、福島豊明 柳瀬譲二、志水よしこ 糸島雅彦、柴田和紀 石原彩子、大野勉 今岡大、森川侑紀 南伸一郎                                     | 窪敏 南伸一郎                              | 渡辺はじめ 中島渚 石橋大輔 |
| 第51話   | 03月26日        | ミラクルドライブシュート！      | 樋口達人   | 小倉宏文 吉田泰三  | 小林彩 山内東生雄                   | 柴田和紀、Cha Myoung Jun 澤木巳登理、福島豊明 志水よしこ、柳瀬譲二 糸島雅彦、南伸一郎                                                           | 南伸一郎 窪敏                              | 渡辺はじめ 中島渚 石橋大輔 |
| 第52話   | 04月02日        | エンドレス・ドリーム            | 竹田裕一郎 | 加藤敏幸           | 加藤敏幸                            | 渡辺はじめ、中島渚 石橋大輔、Cha Myoung Jun 福島豊明、志水よしこ 柳瀬譲二、糸島雅彦 柴田和紀、今岡大 大野勉、中村佑美子 石原彩子、興村忠美 窪敏 | 南伸一郎                                   | 渡辺はじめ 中島渚 石橋大輔 |

##### シーズン2
| 話数   | サブタイトル                   | 脚本         | 絵コンテ                  | 演出           | 作画監督                                                       | 総作画監督            | 初放送日       |
| ------ | ------------------------------ | ------------ | ------------------------- | -------------- | -------------------------------------------------------------- | --------------------- | -------------- |
| 第1話  | 新たなる挑戦                   | 冨岡淳広     | 小野勝巳                  | 臼井文明       | 石崎裕子 佐賀野桜子                                            | 渡辺はじめ            | 2023年 10月1日 |
| 第2話  | 旧敵への挨拶                   | 冨岡淳広     | 小野勝巳                  | 藤代和也       | 趙雅羅 成元鎔                                                  | 渡辺はじめ 松岡謙治   | 10月8日        |
| 第3話  | プロの戦士！                   | 冨岡淳広     | 小野勝巳                  | 渡辺正彦       | 浜田勝 興村忠美 飯飼一幸                                       | 渡辺はじめ 林志保     | 10月15日       |
| 第4話  | ゼロからの再出発               | 福嶋幸典     | 石井輝                    | 石井輝         | 小倉典子 小川みずえ 金容植                                     | 渡辺はじめ            | 10月22日       |
| 第5話  | もうひとりの実力者             | 森地夏美     | 西田正義                  | 粟井重紀       | たかぎじゅん 劉軍 ZHENG FENG                                   | 渡辺はじめ 佐賀野桜子 | 10月29日       |
| 第6話  | 躍動！日本代表ジュニアユース！ | 樋口達人     | 真野玲                    | 藤代和也       | 江上夏樹 清水勝祐                                              | 渡辺はじめ 松岡謙治   | 11月5日        |
| 第7話  | パリ大集結!!                   | 鈴木やすゆき | 五十川久史 にしづきあらた | にしづきあらた | 西島圭祐 王敏 周健                                             | 渡辺はじめ 石崎裕子   | 11月12日       |
| 第8話  | ボクは岬太郎                   | 福嶋幸典     | 大原実                    | 矢口円         | 古徳真美 西田美弥子                                            | 渡辺はじめ 井上英紀   | 11月19日       |
| 第9話  | 大いなる旅立ち！               | 冨岡淳広     | 西田正義                  | 吉川志我津     | 江上夏樹 平馬浩司 チャ ミョンジュン ク ジャチョン              | 渡辺はじめ 松岡謙治   | 11月26日       |
| 第10話 | 完全復活！黄金コンビ!!         | 森地夏美     | 石井輝                    | 石井輝         | 金容植 古徳真美                                                | 渡辺はじめ 井上英紀   | 12月3日        |
| 第11話 | 猛虎の目覚め                   | 樋口達人     | 小林彩                    | 小林彩         | 西島圭祐 王敏 周健                                             | 渡辺はじめ 佐賀野桜子 | 12月10日       |
| 第12話 | 優勝への宿命                   | 鈴木やすゆき | 坂田純一                  | 渡辺正彦       | 浜田勝 興村忠美 飯飼一幸                                       | 渡辺はじめ            | 12月17日       |
| 第13話 | 星空の誓い                     | 冨岡淳広     | 影山楙倫                  | 矢口円         | 西田美弥子                                                     | 渡辺はじめ            | 12月24日       |
| 第14話 | ネバーギブアップ               | 福嶋幸典     | 小野勝巳                  | 藤代和也       | 清水勝祐 松本勝次                                              | 渡辺はじめ            | 2024年 1月7日  |
| 第15話 | 逆襲の日本代表ジュニアユース   | 南幸大       | 西田正義                  | 早川ナオミ     | 劉軍                                                           | 渡辺はじめ 佐賀野桜子 | 1月14日        |
| 第16話 | シーソーゲームの攻防           | 鈴木やすゆき | 石井輝                    | 石井輝         | 古徳真美 金容植                                                | 渡辺はじめ 石崎裕子   | 1月21日        |
| 第17話 | 貴公子復活!!                   | 樋口達人     | 西田正義                  | 矢口円         | 西田美弥子                                                     | 渡辺はじめ            | 1月28日        |
| 第18話 | ベスト4集結！                  | 森地夏美     | 大原実                    | にしづきあらた | 西山優衣 王敏 周健                                             | 松岡謙治              | 2月4日         |
| 第19話 | 火の玉の正体                   | 冨岡淳広     | 西田正義                  | 川部真也       | 鳥山冬美 松下清志 松本勝次                                     | 渡辺はじめ            | 2月11日        |
| 第20話 | 開戦!! 日本対フランス          | 福嶋幸典     | 臼井文明                  | 臼井文明       | 西山優衣 江上夏樹                                              | 松岡謙治              | 2月18日        |
| 第21話 | 10人VS.11人                    | 鈴木やすゆき | 西田正義                  | 吉川志我津     | 古徳真美 金容植                                                | 渡辺はじめ            | 2月25日        |
| 第22話 | 美獣の来襲                     | 森地夏美     | 影山楙倫                  | 白鷺次郎       | ゴン 劉軍                                                      | 佐賀野桜子            | 3月3日         |
| 第23話 | 岬VS.ピエール                  | 福嶋幸典     | 石井輝                    | 石井輝         | 西山優衣 魏旭龍 谢鑫 杜衛峰 廖雪宇                             | 渡辺はじめ 松岡謙治   | 3月10日        |
| 第24話 | 雨の中の延長戦                 | 南幸大       | 小林彩                    | 小林彩         | 齊藤香織 清水勝祐 平馬浩司                                     | 渡辺はじめ            | 3月17日        |
| 第25話 | 傷だらけの死守                 | 福嶋幸典     | 大原実                    | にしづきあらた | 飯飼一幸 李盛進                                                | 古徳真美              | 3月24日        |
| 第26話 | 奇跡をよぶ拳                   | 鈴木やすゆき | 西田正義                  | 矢口円         | 西田美弥子 王敏 周健                                           | 石崎裕子              | 3月31日        |
| 第27話 | 決勝の獅子たち！               | 冨岡淳広     | 室谷靖                    | 黒田晃一郎     | 興村忠美 浜田勝                                                | 渡辺はじめ 松岡謙治   | 4月7日         |
| 第28話 | シュートの嵐                   | 森地夏美     | 石井輝                    | 石井輝         | 江上夏樹 李盛進                                                | 渡辺はじめ 古徳真美   | 4月14日        |
| 第29話 | シュナイダーVS.若林            | 鈴木やすゆき | にしづきあらた            | にしづきあらた | 宇津木勇 齊藤香織 佐賀野桜子 清水勝祐                          | 小倉典子 平馬浩司     | 4月21日        |
| 第30話 | 炎の先取点                     | 福嶋幸典     | 影山楙倫                  | 宅野誠起       | 西山優衣 西田美弥子 楠田悟                                     | 松岡謙治              | 4月28日        |
| 第31話 | 史上最強のシュート             | 冨岡淳広     | 吉川志我津                | 吉川志我津     | 飯飼一幸 魏旭龍 谢鑫 杜衛峰                                    | 渡辺はじめ            | 5月5日         |
| 第32話 | ちぎれた帽子                   | 森地夏美     | 石井輝                    | 石井輝         | 高瀬言 山下聖美 閔賢叔 權勇相 安孝貞 李手智                    | 渡辺はじめ 石崎裕子   | 5月12日        |
| 第33話 | メッセージにこたえろ！         | 鈴木やすゆき | 西田正義                  | 臼井文明       | 西山優衣 江上夏樹 楠田悟 齊藤香織                              | 松岡謙治              | 5月19日        |
| 第34話 | 世界一が見えた!?               | 南幸大       | 小林彩                    | 小林彩         | 清水勝祐 山下聖美 魏旭龍                                       | 渡辺はじめ            | 5月26日        |
| 第35話 | 決着！                         | 福嶋幸典     | 小野勝巳                  | 石井輝         | 飯飼一幸 興村忠美 日下岳史 しまいし 高瀬言 南部広海 西脇拓己   | 松岡謙治              | 6月2日         |
| 第36話 | 大空への誓い                   | 冨岡淳広     | にしづきあらた            | にしづきあらた | 杜衛峰 魏旭龍                                                  | 石崎裕子 古徳真美     | 6月9日         |
| 第37話 | 告白！                         | 森地夏美     | 影山楙倫                  | 矢口円         | 楠田悟 西田美弥子 松本勝次                                     | 小倉典子              | 6月16日        |
| 第38話 | 新しい時へ！                   | 冨岡淳広     | 室谷靖                    | 臼井文明       | 西山優衣 江上夏樹 興村忠美 齊藤香織 久行宏和 南部広海 西脇拓己 | 渡辺はじめ 松岡謙治   | 6月23日        |
| 第39話 | 翔び立つ翼                     | 冨岡淳広     | 小林彩                    | 宅野誠起       | 佐賀野桜子 清水勝祐 高瀬言 平馬浩司 西脇拓己 山下聖美 楠田悟   | 渡辺はじめ            | 6月30日        |

#### 放送局（第4作）
| 放送期間                                               | 放送時間                                                  | 放送局             | 対象地域       | 備考                                    |
| ------------------------------------------------------ | --------------------------------------------------------- | ------------------ | -------------- | --------------------------------------- |
| 2018年4月3日 - 2019年4月2日                            | 火曜 1:35 - 2:05（月曜深夜）                              | テレビ東京         | 関東広域圏     | 製作参加                                |
|                                                        |                                                           | テレビ愛知         | 愛知県         |                                         |
|                                                        | 火曜 2:00 - 2:30（月曜深夜）                              | TVQ九州放送        | 福岡県         |                                         |
| 2018年4月4日 - 2019年4月3日                            | 水曜 2:05 - 2:35（火曜深夜）                              | テレビ大阪         | 大阪府         |                                         |
| 2018年4月5日 - 2019年4月4日                            | 木曜 1:35 - 2:05（水曜深夜）                              | テレビ北海道       | 北海道         |                                         |
| 2018年4月6日 - 2019年4月5日                            | 金曜 1:40 - 2:10（木曜深夜）                              | テレビせとうち     | 岡山県・香川県 |                                         |
| 2018年4月10日 - 2019年4月9日                           | 火曜 0:30 - 1:00（月曜深夜）                              | BSテレ東           | 日本全域       | BS/BS4K放送                             |
| 2018年4月15日 - 2019年3月31日 2019年4月2日 - 4月16日   | 日曜 8:30 - 9:00 火曜 16:20 - 16:50                       | 岩手めんこいテレビ | 岩手県         |                                         |
| 2018年4月17日 - 2019年4月16日                          | 火曜 17:30 - 18:00                                        | 岐阜放送           | 岐阜県         |                                         |
| 2018年4月19日 - 2019年4月18日                          | 木曜 7:30 - 8:00                                          | テレビ和歌山       | 和歌山県       |                                         |
|                                                        | 木曜 22:00 - 22:30                                        | AT-X               | 日本全域       | CS放送 / リピート放送あり               |
| 2018年4月21日 - 2019年3月27日 2019年4月3日 - 4月24日   | 土曜 7:00 - 7:30 水曜 17:00 - 17:30                       | 奈良テレビ         | 奈良県         |                                         |
| 2018年4月29日 - 2019年4月21日                          | 日曜 5:30 - 6:00                                          | 熊本放送           | 熊本県         |                                         |
| 2018年5月4日 - 2019年3月30日 2019年4月6日 - 5月4日     | 金曜 1:05 - 1:35（木曜深夜） 土曜 1:25 - 1:55（金曜深夜） | 南日本放送         | 鹿児島県       |                                         |
| 2018年6月3日 - 2019年6月2日                            | 日曜 18:30 - 19:00                                        | アニマックス       | 日本全域       | BS/CS放送 / 字幕放送 / リピート放送あり |
| 2018年6月7日 - 2019年3月28日 2019年4月4日 - 7月11日    | 木曜 17:15 - 17:45 木曜 17:25 - 17:55                     | びわ湖放送         | 滋賀県         |                                         |
| 2018年6月30日 - 2019年5月25日 2019年7月6日 - 8月3日    | 土曜 5:30 - 6:00 土曜 6:00 - 6:30                         | 長崎放送           | 長崎県         |                                         |
| 2018年12月16日 - 2019年12月22日 2020年1月19日 - 5月3日 | 日曜 2:05 - 2:35（土曜深夜） 日曜 2:30 - 3:00（土曜深夜） | 大分朝日放送       | 大分県         |                                         |

| 放送期間                                               | 放送時間                            | 放送局                                         | 対象地域・備考                                              |
| ------------------------------------------------------ | ----------------------------------- | ---------------------------------------------- | ----------------------------------------------------------- |
| 2023年10月1日 - 2024年6月30日                          | 日曜 17:30 - 18:00                  | テレビ東京（製作参加）ほか テレビ東京系列全6局 | 北海道・関東広域圏・愛知県・ 大阪府・岡山県・香川県・福岡県 |
| 2023年10月12日 - 2024年7月18日                         | 木曜 17:00 - 17:30                  | テレビ和歌山（WTV）                            | 和歌山県                                                    |
| 2023年10月18日 - 2024年3月27日 2024年4月3日 - 7月24日  | 水曜 17:25 - 17:55 水曜 7:00 - 7:30 | びわ湖放送（BBC）                              | 滋賀県                                                      |
| 2023年11月23日 - 2024年8月22日                         | 木曜 19:00 - 19:30                  | キッズステーション                             | CS放送 / リピート放送あり                                   |
| 2024年1月6日 - 10月5日                                 | 土曜 7:00 - 7:30                    | 中国放送（RCC）                                | 広島県/シーズン1は未放送                                    |
| テレビ東京系列・キッズステーションでは字幕放送を実施。 |                                     |                                                |                                                             |

| 配信開始日                 | 配信時間                     | 配信サイト                                                                                    |
| -------------------------- | ---------------------------- | --------------------------------------------------------------------------------------------- |
| 2023年10月1日              | 日曜 18:00 更新              | Lemino アニメタイムズ                                                                         |
| 2023年10月4日              | 水曜 18:00 更新              | dアニメストア U-NEXT アニメ放題 Amazon Prime Video DMM TV FOD ABEMAビデオ TVer ネットもテレ東 |
| 2023年10月5日              | 木曜 3:28 - 3:58（水曜深夜） | ABEMA                                                                                         |
| その他のサービスでも配信。 |                              |                                                                                               |

#### BD / DVD（第4作）
| 巻 | 発売日         | 収録話          | 規格品番   | 規格品番   |
| 巻 | 発売日         | 収録話          | BD         | DVD        |
| -- | -------------- | --------------- | ---------- | ---------- |
| 上 | 2018年10月10日 | 第1話 - 第14話  | 1000727580 | 1000727582 |
| 下 | 2018年12月12日 | 第15話 - 第28話 | 1000727581 | 1000727583 |

| 巻 | 発売日        | 収録話          | 規格品番   | 規格品番   |
| 巻 | 発売日        | 収録話          | BD         | DVD        |
| -- | ------------- | --------------- | ---------- | ---------- |
| 上 | 2019年4月10日 | 第29話 - 第40話 | 1000741796 | 1000741798 |
| 下 | 2019年6月12日 | 第41話 - 第52話 | 1000741797 | 1000741799 |

| 巻 | 発売日        | 収録話          | 規格品番   | 規格品番   |
| 巻 | 発売日        | 収録話          | BD         | DVD        |
| -- | ------------- | --------------- | ---------- | ---------- |
| 上 | 2024年3月27日 | 第1話 - 第13話  | ANZX-17441 | ANSB-17441 |
| 中 | 2024年6月26日 | 第14話 - 第26話 | ANZX-17443 | ANSB-17443 |
| 下 | 2024年9月25日 | 第27話 - 第39話 | ANZX-17445 | ANSB-17445 |

#### Webラジオ
2019年1月11日より4月12日まで、Webラジオ『キャプテン翼 日向小次郎の強引なラジオ！』が音泉にて配信された。不定期金曜更新。全6回。パーソナリティは日向小次郎役の佐藤拓也。
| テレビ東京 火曜 1:35 - 2:05（月曜深夜）               | テレビ東京 火曜 1:35 - 2:05（月曜深夜）                                  | テレビ東京 火曜 1:35 - 2:05（月曜深夜）                      |
| 前番組                                                | 番組名                                                                   | 次番組                                                       |
| ----------------------------------------------------- | ------------------------------------------------------------------------ | ------------------------------------------------------------ |
| おそ松さん（第2期） （2017年10月3日 - 2018年3月27日） | キャプテン翼（第4作・シーズン1） （2018年4月3日 - 2019年4月2日）         | KING OF PRISM -Shiny Seven Stars- （2019年4月16日 - 7月2日） |
| テレビ東京系列 日曜 17:30 - 18:00                     |                                                                          |                                                              |
| BORUTO-ボルト- 傑作選 （2023年9月3日 - 9月24日）      | キャプテン翼シーズン2 ジュニアユース編 （2023年10月1日 - 2024年6月30日） | FAIRY TAIL 100年クエスト （2024年7月7日 - 2025年1月5日）     |

## 劇場アニメ
いずれも「東映まんがまつり」の1作として公開され、原作『キャプテン翼』の小学生編から中学生編までの時期を舞台とし、全日本選抜チームを主役格としたオリジナルストーリーとなる。登場する外国選手は原作とは名前は同じでも多少設定などが異なる。各作品は2006年6月21日に東映ビデオから販売されたDVD「キャプテン翼 THE MOVIE」Vol.1およびVol.2に収録。主要キャストはTVアニメ第1作と共通。

### 映画第1作
『キャプテン翼 ヨーロッパ大決戦』（キャプテンつばさ ヨーロッパだいけっせん）として、1985年7月13日公開。本興行では初めてのテレビ東京系アニメを映画化とした作品である。小学生の翼たちが、フランスのパリでヨーロッパ選抜チームと対戦する。西ドイツのシュナイダーやフランスのピエールが原作に先だって登場するほか、西ドイツのヘフナーやイングランドのスティーブ、全日本選抜のマネージャーを務める大沢理加などのオリジナルキャラクターが登場している。なお、小学生の翼らがヨーロッパへ遠征するエピソードはテレビシリーズの途中の98話から104話に再度描かれたが、こちらはヨーロッパ選抜との対戦ではなく、各国の選抜との対戦を描いた映画とは異なるストーリーとなっている。
東映まんがまつりにおける1985年夏休みの回は『Dr.スランプ アラレちゃん ほよよ！夢の都メカポリス』、『キン肉マン 逆襲!宇宙かくれ超人』、『電撃戦隊チェンジマン シャトルベース!危機一発！』に『キャプテン翼』が加わったことで、ファミリー映画がターゲットとしていない女性観客のみの鑑賞が目立ったため、東映まんがまつりでは史上初の配給収入10億円を突破した。この実績から1985年暮れ - 1986年正月における冬休みの東映まんがまつりは、『キャプテン翼 危うし！全日本Jr.』をメインに売る戦略を決定づけた。

#### ストーリー（映画第1作）
翼や日向をはじめとした選手らで全日本選抜が結成され、フランスのパリでヨーロッパ選抜と対戦する。日本は開始早々に立花兄弟のプレーで先制するものの、皇帝・シュナイダーを中心としたヨーロッパのチームプレーの前に苦戦を強いられ、逆転を許す。敗色濃厚の日本だが、翼の言葉に奮起し反撃に転じる。

#### スタッフ（映画第1作）
（出典 - ）
- 原作 - 高橋陽一
- チーフディレクター - 光延博愛
- 脚本 - 菅良幸
- 演出 - 岡本達也
- キャラクターデザイン・作画監督 - 岡迫亘弘
- 美術監督 - 中野一朗
- 撮影監督 - 森下成一、高橋明彦
- 編集 - 岡安肇、小島俊彦、中葉由美子、村井秀明、田中政行、小野寺桂子
- 音楽 - 飛沢宏元
- 音響監督 - 山崎宏
- プロデューサー - 江津兵太、茂垣弘道、小平正夫
- 製作 - テレビ東京、土田プロダクション

#### 主題歌（映画第1作）
「ロンゲスト・ドリーム」
竹本孝之によるエンディングテーマ。作詞・作曲は内木弘、編曲は鷺巣詩郎。

### 映画第2作
『キャプテン翼 危うし！全日本Jr.』（キャプテンつばさ あやうし ぜんにほんジュニア）として、1985年12月21日公開。ヨーロッパ選抜との戦いから1年後、雪辱を誓うヨーロッパ選抜と全日本との再戦を描いた作品。新必殺シュートを編み出して勝負を挑むヨーロッパのシュナイダーに対して全日本は岬、若林、日向といった主力を欠いた状態で試合に臨む。配給収入は10億7000万円。

#### ストーリー（映画第2作）
全日本選抜のヨーロッパ遠征から1年後、ヨーロッパ選抜が訪日し再戦を挑む。一方、全日本は岬が行方不明、若林はプロクラブの下部組織に所属する資格問題のため出場許可が下りず、三杉は病気療養中のため出場時間を制限、日向は選抜参加を辞退して吉良監督の下で猛特訓に励むなど、主力をほぼ欠いた状態で試合に臨む。試合に入るとシュナイダーの強力なシュートの前にキーパーの若島津や森崎が次々に負傷するが、若林と日向が加わり反撃に転じる。

#### スタッフ（映画第2作）
（出典 - ）
- 原作 - 高橋陽一
- チーフディレクター - 光延博愛
- 脚本 - 菅良幸
- 演出 - 矢沢則夫
- キャラクターデザイン・作画監督 - 岡迫亘弘
- 美術監督 - 長尾仁
- 撮影監督 - 佐野和広
- 編集 - 岡安肇、小島俊彦、中葉由美子、村井秀明
- 音楽 - 飛沢宏元
- 音響監督 - 山崎宏
- プロデューサー - 江津兵太、茂垣弘道、小平正夫
- 製作 - テレビ東京、土田プロダクション

#### 主題歌（映画第2作）
エンディングテーマ「明日に向かってシュート」
小粥よう子によるエンディングテーマ。作詞は吉岡治、作曲は内木弘、編曲は飛沢宏元。

### 映画第3作
『キャプテン翼 明日に向って走れ！』（キャプテンつばさ あすにむかってはしれ）として、1986年3月15日公開。次作『世界大決戦!! Jr.ワールドカップ』のプロローグに当たる作品。テレビシリーズの総集編的な内容のため、新作カットは少なく、各登場人物が過去のエピソードを振り返る形式が採られている。配給収入は7億6000万円。

#### ストーリー（映画第3作）
全国中学生サッカー大会の終了後、ヨーロッパ選抜との第3戦を控えた全日本選抜のメンバーは強化合宿に入る。合宿には西ドイツに留学中の若林が合流し紅白戦が行われるが、その試合の最中にフランスに渡っていた岬が現れる。

#### スタッフ（映画第3作）
（出典 - ）
- 原作 - 高橋陽一
- 脚本 - 菅良幸
- 演出 - 中村憲由
- 作画監督 - 小島秀人
- 美術監督 - 長尾仁
- 撮影 - 鎌田克明、青木孝司、根岸茂夫、菊地英明、遠藤公祐、月岡敦夫
- 編集 - 岡安肇、小島俊彦、中葉由美子、村井秀明
- 音楽 - 飛沢宏元
- 音響監督 - 山崎宏
- プロデューサー - 江津兵太、小平正夫
- 製作 - テレビ東京、土田プロダクション

#### 主題歌（映画第3作）
「ロンゲスト・ドリーム」
竹本孝之によるエンディングテーマ。作詞・作曲は内木宏、編曲は鷺巣詩郎。

### 映画第4作
『キャプテン翼 世界大決戦!! Jr.ワールドカップ』（キャプテンつばさ せかいだいけっせん ジュニアワールドカップ）として、1986年7月12日公開。東京でのヨーロッパ選抜との戦いから2年後、全日本選抜、南米選抜、アメリカ選抜、ヨーロッパ選抜のトーナメント戦を描いた作品。原作者が物語を書き下ろしている。ブラジルのカルロス・サンターナ、アルゼンチンのファン・ディアス、ウルグアイのラモン・ビクトリーノが原作に先だって登場するほか、ブラジルのゴンザレスやアメリカ合衆国のシルベスター・ルークなどのオリジナルキャラクターが登場している。

#### ストーリー（映画第4作）
ヨーロッパ選抜との第3戦は中立地のアメリカ合衆国で行われる予定となっていたが、アメリカ側の提案により4チームによるトーナメント戦が行われることになる。1回戦は日本がアメリカを、南米がヨーロッパを下し決勝進出を果たすが、南米を率いるのは翼の師であるロベルト本郷だった。決勝戦は翼とサンターナというロベルト本郷の愛弟子同士の対決となる。

#### スタッフ（映画第4作）
（出典 - ）
- 原作 - 高橋陽一
- 脚本 - 菅良幸
- 演出 - 岡本達也
- キャラクターデザイン・作画監督 - 岡迫亘弘
- 美術監督 - 長尾仁
- 撮影 - 西川龍二、島寝竜一
- 編集 - 岡安肇、小島俊彦、中葉由美子、村井秀明、田中政行
- 音楽 - 飛沢宏元
- 音響監督 - 山崎宏
- プロデューサー - 江津兵太、小平正夫
- 製作 - テレビ東京、土田プロダクション

#### 主題歌（映画第4作）
「ロンゲスト・ドリーム」
坂本千夏によるエンディングテーマ。作詞・作曲は内木宏、編曲は飛澤宏之。

## OVA

### 新キャプテン翼
『新キャプテン翼』（しんキャプテンつばさ）として、1989年7月1日から1990年7月1日にかけて発売。全13巻。
最初のテレビシリーズ終了後、原作の進行を受けて制作された続編。原作『キャプテン翼』のジュニアユース編が描かれている。VHSビデオとベータビデオで発売。土田プロの倒産により制作会社は変更されたが、作画監督と声優は一部を除いて、そのまま引き継がれている。予約特典は声優の顔出しコメントのビデオ。TXN系の放送局や地方局、BS2でテレビ放送もされていた。2002年にDVDとして、BOXと単品（全4巻）でそれぞれ発売された。

#### キャスト（新）
（出典 - ）
- 大空翼 - 小粥よう子
- 岬太郎 - 山田栄子
- 若林源三 - 橋本晃一
- 日向小次郎 - 鈴置洋孝
- 若島津健 - 飛田展男
- 松山光 - 鈴木みえ
- 三杉淳 - 溝口綾
- 石崎了 - 丸山裕子
- ロベルト本郷 - 田中秀幸
- カール・ハインツ・シュナイダー - 難波圭一
- エル・シド・ピエール - 塩屋翼

#### スタッフ（新）
（出典 - ）
- 原作 - 高橋陽一
- 監督 - 関田修
- 構成 - 並木敏
- キャラクターデザイン・総作画監督 - 岡迫亘弘
- 美術監督 - 古宮陽子、西倉力
- 色指定 - 吉田玲子
- 編集 - 谷口肇
- 音響監督 - 松浦典良
- 音楽 - 戸塚修
- プロデューサー - 坂本要、沢登昌樹
- 制作プロデューサー - 阿部倫久、小林正典
- 制作協力 -  J.C.STAFF
- 制作 - アニメイトフィルム
- 製作協力 - 週刊少年ジャンプ
- 製作・著作 - 集英社、CBS・ソニーグループ、ムービック

#### 主題歌（新）
「So Long Dear Friend」
JETZTによるオープニングテーマ。作詞は池上久、作曲は宍倉州吾。
「最後のファーストキッス」
鈴木祥子によるエンディングテーマ。作詞は川村真澄、作曲は鈴木、編曲は佐橋佳幸。

#### 各話リスト（新）
| 話数   | 発売日          | サブタイトル                        |
| ------ | --------------- | ----------------------------------- |
| 第1話  | 1989年 07月01日 | 翼よはばたけ!世界への挑戦           |
| 第2話  | 08月02日        | 敗北!ゼロからの再出発               |
| 第3話  | 09月01日        | 復活!ゴールデン・コンビ             |
| 第4話  | 10月08日        | 集結!世界のライバルたち             |
| 第5話  | 11月01日        | 対決!ヘルナンデスを倒せ             |
| 第6話  | 12月01日        | 発進!J-BOYSサッカー                 |
| 第7話  | 12月21日        | 白熱!天才ディアス対全日本           |
| 第8話  | 1990年 02月01日 | 決戦!ベスト4の激突                  |
| 第9話  | 03月01日        | 反撃!ホームタウンディシジョンを破れ |
| 第10話 | 04月08日        | 激闘!血まみれの死守                 |
| 第11話 | 05月01日        | 決勝!鋼鉄の巨人に挑め               |
| 第12話 | 06月01日        | 追撃!世界一が見えた?                |
| 第13話 | 07月01日        | 翼よ翔け!大空への誓い               |

#### テレビ放送局（新）
| 放送対象地域   | 放送局             | 放送期間                      | 放送日時                                                                                            | 系列           | 備考                   |
| -------------- | ------------------ | ----------------------------- | --------------------------------------------------------------------------------------------------- | -------------- | ---------------------- |
| 関東広域圏     | テレビ東京         | 1990年7月7日 - 9月29日        | 土曜 7:30 - 8:00                                                                                    | テレビ東京系列 |                        |
| 愛知県         | テレビ愛知         | 1990年7月7日 - 9月29日        | 土曜 7:30 - 8:00                                                                                    | テレビ東京系列 |                        |
| 大阪府         | テレビ大阪         | 1990年7月7日 - 9月29日        | 土曜 7:30 - 8:00                                                                                    | テレビ東京系列 |                        |
| 岡山県・香川県 | テレビせとうち     | 1990年7月7日 - 9月29日        | 土曜 7:30 - 8:00                                                                                    | テレビ東京系列 |                        |
| 北海道         | テレビ北海道       | 1992年11月24日 - 1993年3月9日 | 火曜 19:00 - 19:30                                                                                  | テレビ東京系列 |                        |
| 福岡県         | TXN九州            | 1993年1月10日 - 3月27日       | 日曜 10:30 - 11:00                                                                                  | テレビ東京系列 | 現・TVQ九州放送。      |
| 岩手県         | 岩手めんこいテレビ | 1991年4月5日 - 6月28日        | 金曜 15:30 - 16:00                                                                                  | フジテレビ系列 |                        |
| 静岡県         | テレビ静岡         | 1991年4月7日 - 6月30日        | 日曜 9:30 - 10:00                                                                                   | フジテレビ系列 |                        |
| 広島県         | テレビ新広島       | 1993年4月5日 - 6月28日        | 月曜 15:30 - 16:00                                                                                  | フジテレビ系列 |                        |
| 佐賀県         | サガテレビ         | 1993年4月6日 - 6月29日        | 火曜 3:30 - 4:00（月曜深夜）                                                                        | フジテレビ系列 |                        |
| 青森県         | 青森テレビ         | 1990年7月8日 - 9月30日        | 日曜 8:30 - 9:00                                                                                    | TBS系列        |                        |
| 大分県         | 大分放送           | 1990年7月8日 - 9月30日        | 日曜 8:30 - 9:00                                                                                    | TBS系列        |                        |
| 日本全域       | NHK BS2            | 1994年1月1日 - 1月17日        | 月曜 - 金曜 18:00 - 18:30（1994年1月5日放送まで） 月曜 - 金曜 18:30 - 18:57（1994年1月6日放送から） | BS放送         | 『衛星アニメ劇場』内。 |

### ジャンプ・スーパー・アニメツアー'95上映作品
「ジャンプ・スーパー・アニメツアー'95」上映作品として『キャプテン翼 最強の敵！オランダユース』（キャプテンつばさ さいきょうのてき オランダユース）が、1994年11月6日から全国各地で順次公開された。オランダユース編を原作にテレビ版の『キャプテン翼J』に先駆けてJ.C.STAFFが制作。主要キャストは『キャプテン翼J』の小学生編とほぼ同一であり、テーマソングもFACE FREEが担当。1995年にジャンプVIDEO（集英社）からVHSビデオソフトが発売されている。

#### キャスト（ジャンプアニメツアー）
（出典 - ）
- 大空翼 - 小粥よう子
- 岬太郎 - 小林優子
- 若林源三 - 三木眞一郎
- 日向小次郎 - 檜山修之
- 若島津健 - 中村大樹
- 松山光 - 菊池正美
- 三杉淳 - 緒方恵美

#### スタッフ（ジャンプアニメツアー）
（出典：）
- 原作 - 高橋陽一
- 監督・脚本・絵コンテ - 古川順康
- 演出 - 玉田博
- キャラクターデザイン・総作画監督 - 岡迫亘弘
- 作画監督 - 山沢実、安東信悦
- 美術監督 - 小林七郎
- 色彩設定・色指定 - 丸山美江子
- 撮影監督 - 笹野進一
- 編集 - 関一彦、伊藤裕
- 音響監督 - 清水勝則
- 音楽 - 見良津健雄
- 音楽プロデューサー - 藤田純二
- プロデューサー - 大野実、木村京太郎、阿部倫久
- 制作プロデューサー - 横井孝
- 制作 - 読売広告社、J.C.STAFF
- 製作・著作 - 集英社

#### 主題歌（ジャンプアニメツアー）
すべて歌はFACE FREEが担当。
「Try!」
主題歌。作詞・作曲は渡部学と宮路翔伍。
「風の道で」
エンディングテーマ。作詞は渡部学、作曲は宮路翔伍。

## その他のアニメ作品
- 『キャプテン翼の消火作戦』（防災アニメ）
- 『キャプテン翼の交通安全』（交通安全アニメ）
  - 最初のTVシリーズ時の制作。作画は当時の土田プロ。

## 日本国外の放送
- アメリカ合衆国 ⇒現地名『Flash Kicker』
- イタリア ⇒現地名『Holly e Benji』参考リンク
- スペイン ⇒現地名『Oliver y Benji』
- フランス ⇒現地名『Olive et Tom』参考リンク
- ポーランド ⇒現地名『Kapitan Jastrzab』
- ドイツ ⇒現地名『Die tollen Fußballstars』
- 南アメリカ各国 ⇒現地名『Supercampeones』
- ポルトガル ⇒現地名『Campeões Oliver e Benji』（SIC）
- ブラジル ⇒現地名『Super Campeões』
- 韓国 ⇒現地名『캡틴날개』（キャプテンナルゲ）「ナルゲ」とは韓国語で「翼」の意味。2005年に子供番組専門ケーブルテレビ局「スペース・トゥーン」で平成版が放送された。舞台は韓国に、大空翼は韓国人ハン・ナルゲ（한날개）に変更されている。なお、週刊IQ JUMP（ソウル文化社発行）では『キャプテン翼J』（캡틴 츠바사J）のタイトルでワールドユース編を登場人物の氏名を変更せずに連載した。
- 中華民国（台湾） ⇒ゲームと漫画旧名は『天使の翼』、旧アニメ名は『足球小子』 ／現今名『足球小将 翼』
- 香港 ⇒足球小將／新足球小將 (J)／足球小將GOAL!（平成版）／隊長小翼（2018年版）
- 中華人民共和国
- コロンビア
- チュニジア ⇒現地名『キャプテン・マジェド』（参考項目 - 参考リンク）
- サウジアラビア⇒現地名『Captain Majid』(他のアラブ諸国でも放映)[113]
- エジプト
- レバノン
- モロッコ
- イラク ⇒現地名『Captain Majed・كابتن ماجد』- 日本の外務省がスポンサーとなって、自衛隊イラク派遣の際に、イラク・メディア・ネットワークで2005年秋以降に放送（イラクに対するTV番組『キャプテン翼』の提供について）。
- トルコ『Küçük Golcü』